# 陸軍飛行戦隊
飛行戦隊（ひこうせんたい、旧字体：飛行戰隊󠄁）は、陸軍航空部隊こと大日本帝国陸軍の航空部隊における部隊編制単位の一つ。通称は戦隊。帝国陸軍における軍隊符号中の略字はFRないしF。
1930年代後半に従来の飛行連隊から飛行戦隊へ改編されて以降、支那事変（日中戦争）・ノモンハン事件・太平洋戦争（大東亜戦争）を経て敗戦に至るまで、陸軍航空部隊（ほかに陸軍航空隊・陸空軍・空軍・陸鷲とも呼称）において中核となる実戦部隊編制単位であった。
なお、「飛行戦隊」はあくまで「陸軍航空部隊」において基本となった「編制単位」であり、「陸軍航空部隊」自体にはほかにも独立飛行中隊といった各「飛行部隊」が多数存在している。そのため、「帝国陸軍の航空戦力自体」を指し示す場合は「陸軍航空部隊」と呼称することが適当となる。本項では「飛行戦隊」のみならず他関連部隊など、「陸軍航空部隊」自体について詳述する。

## 沿革

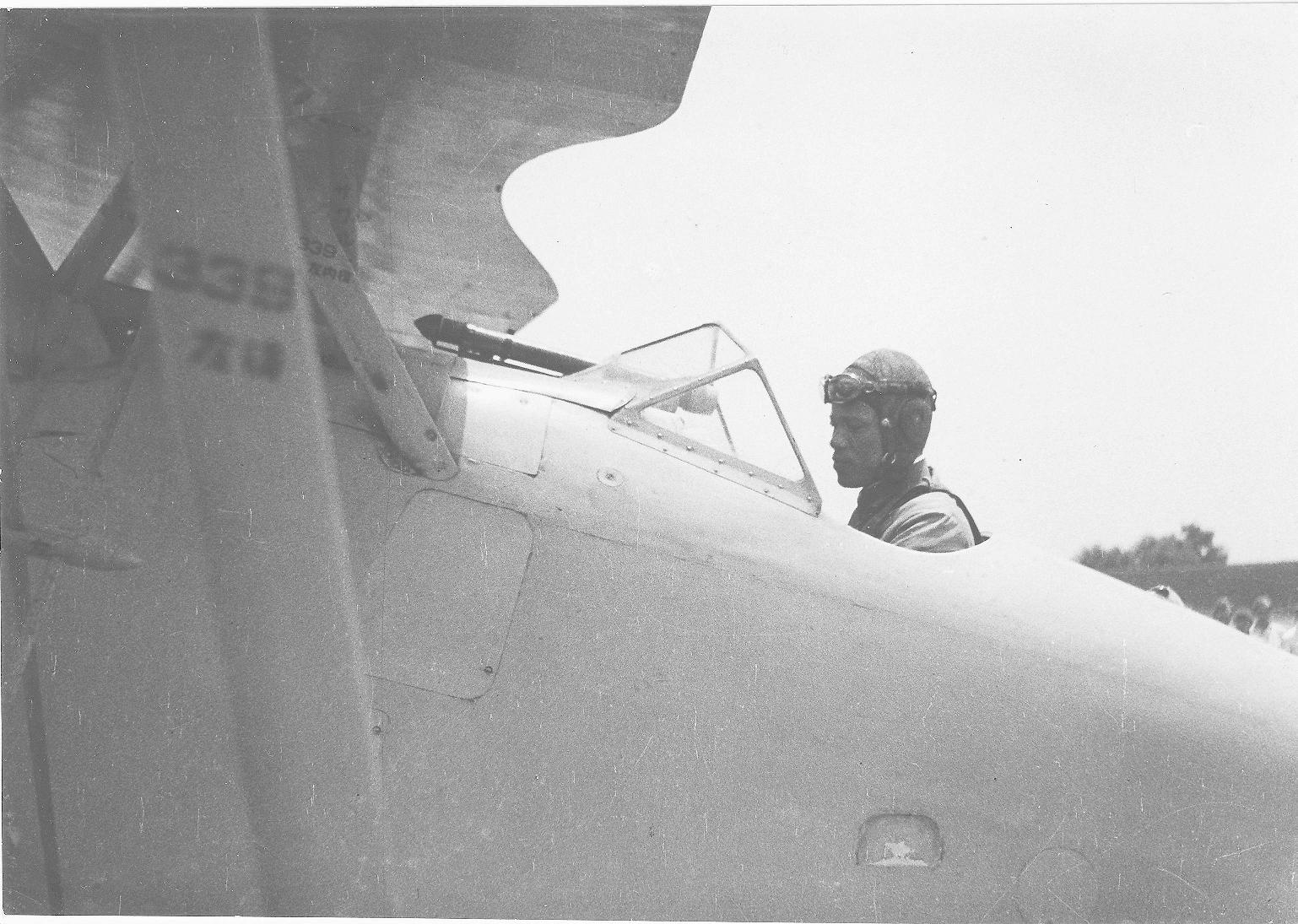
飛行第5連隊にて編成され戦地従軍中の飛行第2大隊第1中隊（中隊長加藤建夫大尉、1938年5月）。1938年8月1日、飛行第2大隊第1中隊・第2中隊と独立飛行第9中隊（飛行第6連隊にて編成）の3個中隊が合同して飛行第64戦隊が編成された

日本軍航空部隊は、観測気球の装備・運用を目的とし1904年（明治37年）に編成され同年の日露戦争に従事した臨時気球隊を原点とする。これは翌1905年（明治38年）に気球班となり、さらに1907年（明治40年）には気球隊に改編され交通兵旅団隷下となった。
飛行機で編成された実戦部隊としては、第一次世界大戦（日独戦争）下1914年（大正3年）の青島の戦いに初めて実戦投入された臨時航空隊（青島派遣航空隊）が日本陸海軍初の実戦飛行部隊となる。1915年（大正4年）12月10日には臨時でない常設の飛行部隊として、日本の航空発祥の地である所沢陸軍飛行場にて航空大隊が編成され、1917年（大正6年）には計6個大隊を保有していた。1919年（大正8年）に官衙たる陸軍航空部が設立、1925年（大正14年）に陸軍航空本部に昇格し、同時に航空兵科が独立した。
1920年代から航空部隊の更なる拡張を始めていた帝国陸軍は、1922年（大正11年）に従来の航空大隊を飛行大隊と改称、さらに1925年には飛行連隊(FR)に昇格され1930年（昭和5年）には計8個連隊および気球隊を保有していた。実戦飛行部隊としては飛行連隊そのものが出征するのではなく、飛行連隊内で編成された飛行大隊ないし独立飛行中隊(Fcs)が動員される。
1930年代後半、ソビエト赤軍（赤色空軍）を仮想敵とした研究の中で、航空兵力差を補う効率的な航空部隊の運用法として空地分離方式が検討された。これは従来の飛行連隊から整備・補給などの支援部門（地）を切り離し、飛行部門（空）だけを高速で前線基地へ展開させるという構想である。この構想を実現するために1937年（昭和12年）から満州所在の飛行連隊の空地分離が進められ、飛行部門の飛行戦隊（FR / F）と、支援部門の飛行場大隊(ab)が編成された。日本本土の飛行連隊についても飛行戦隊と飛行場大隊への改編は行われたが、本土の部隊は固定的な防空任務を予定していたために、各飛行戦隊の隷下に飛行場大隊が置かれ、従来と実質は変化しなかった（内地型戦隊）。教育飛行部隊については飛行戦隊編制は基本用いられず、教育飛行連隊（1944年前後より教育飛行隊に改称）が基本単位だった。
1938年（昭和13年）には陸軍航空総監部が設置され（航空総監以下部員は陸軍航空本部兼）、同年に分離独立した陸軍航空士官学校を筆頭とする航空関連学校を管轄した。
太平洋戦争開戦時には計46個戦隊を有しており、大戦中の1943年（昭和18年）にも空地分離の改良が行われたが（#編制）、飛行戦隊は編制の変化はありつつも陸軍航空部隊の基本的な部隊単位として維持され、敗戦までには計92個戦隊に上った。
なお、帝国陸軍の空挺部隊（落下傘部隊）である挺進団（隷下に挺進連隊・滑空歩兵連隊など）では、挺進兵の輸送やグライダーの曳航を行う飛行部隊として、挺進飛行戦隊(RFR)・滑空飛行戦隊(KFR)が編成されともに挺進飛行団（RFB)に属し、1944年末には第1挺進集団に隷属した。

## 編制
飛行戦隊の編制として、部隊長たる戦隊長が在籍する本部（戦隊本部）を筆頭に、基本は3個中隊（Fc、飛行中隊） から構成され、本部（戦隊長）は飛行場大隊（隷下に中間整備を担当する整備中隊及び、飛行場の警備を担当する警備中隊）を事実上隷属し、また各中隊長は戦闘整備を担当する整備班を隷属していた。

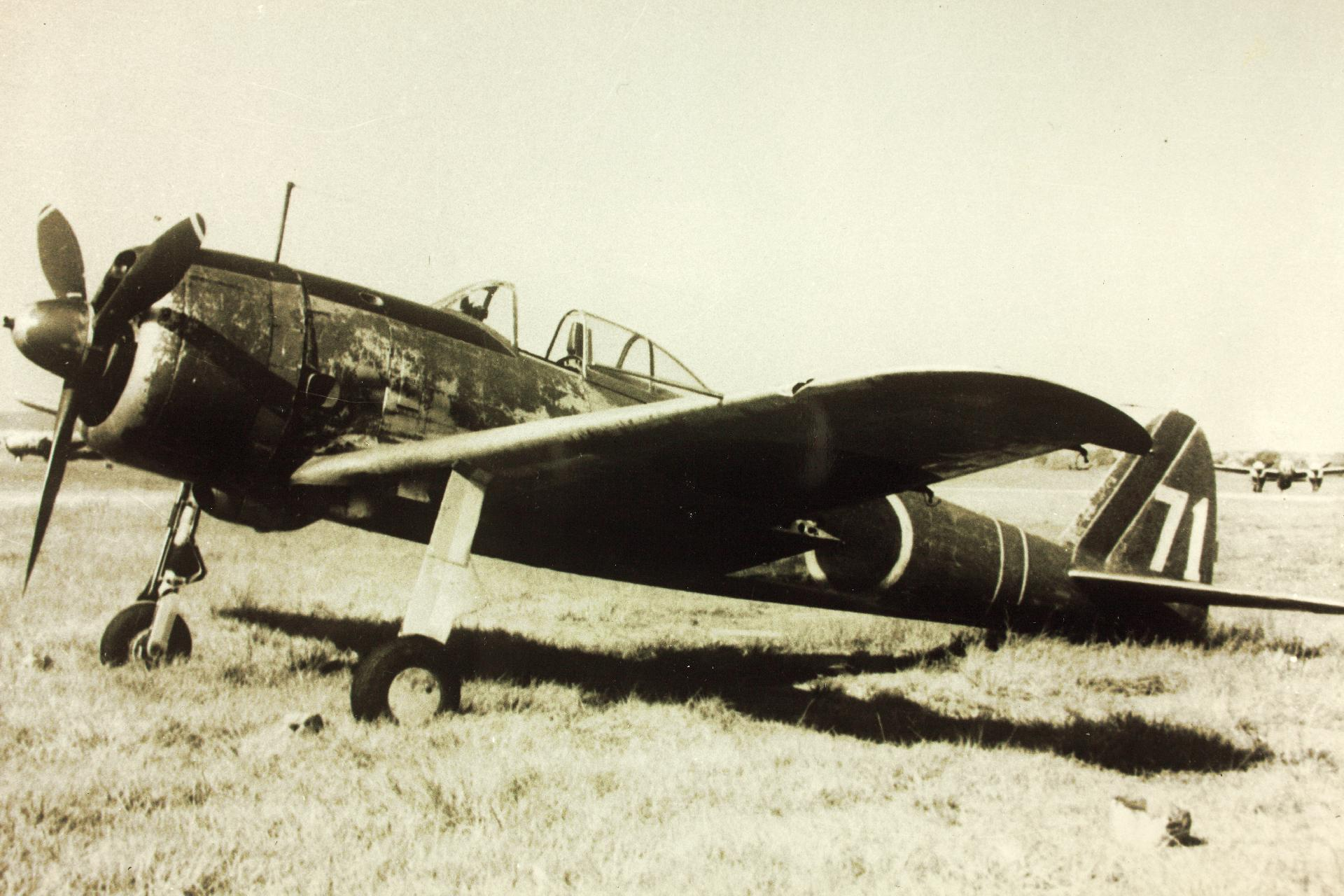
飛行第25戦隊第2中隊長（尾崎中和大尉）の一式戦「隼」二型（キ43-II）

飛行分科「戦闘」の戦隊の1個中隊の編制は、編隊の最小単位となる1個分隊（分隊長機と僚機の計2機）が2個分隊集まり1個小隊（小隊長機以下の計4機）を、その小隊が3個集まり1個中隊（中隊長以下の計12機）であった。これは陸軍航空部隊がロッテ戦法（シュヴァルム戦法）をドイツ空軍から伝授され使用し始めた1942年後半以降の標準的な編制であり、それまでは最小編隊が3機となるケッテをもとに12機からなる中隊を編成していた（#定数も参照）。
- 飛行戦隊本部
  - 第1中隊 - 各小隊 - 各分隊
    - 整備班

  - 第2中隊 - 各小隊 - 各分隊
    - 整備班

  - 第3中隊 - 各小隊 - 各分隊
    - 整備班
- 飛行場大隊本部
  - 整備中隊
    - 指揮小隊 - 各分隊

  - 警備中隊

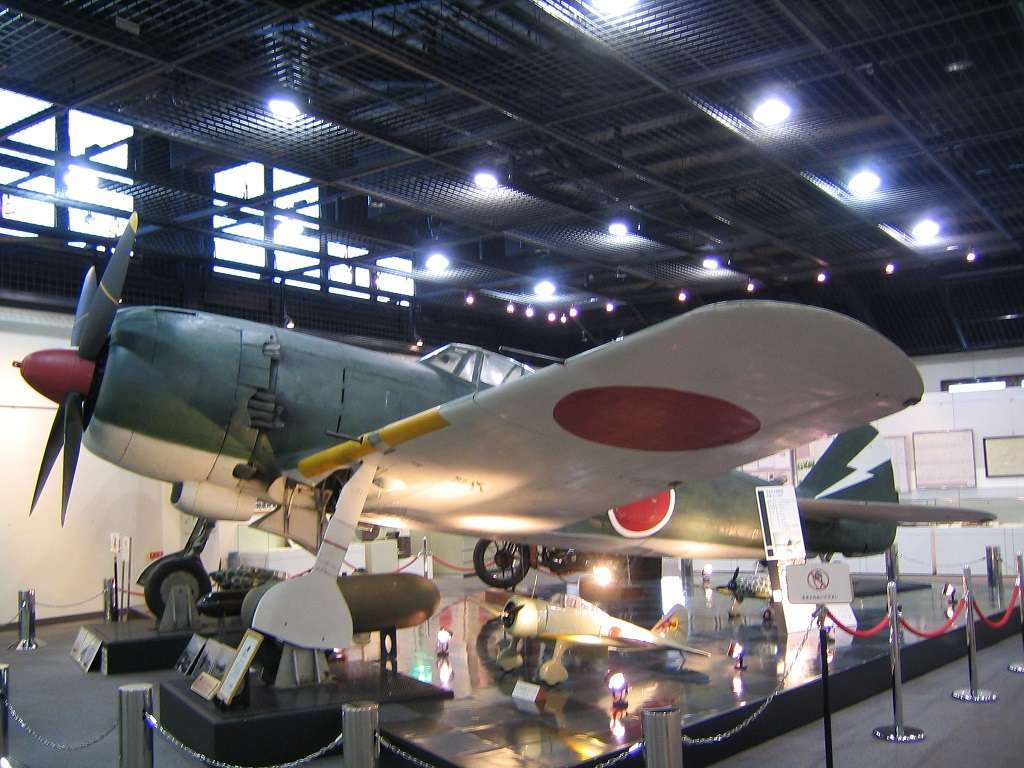
飛行第11戦隊の四式戦「疾風」一型甲（キ84-I甲）

しかし1943年9月の飛行場大隊の大幅な改編と共に、飛行分科「戦闘」の戦隊には同年9月以降、「中隊編制」に代わり新たに「飛行隊編制」が布かれた。従来の中隊編制は機材の整備・管理や人事が個々の中隊ごとに独立しており、損耗や移動の激しい「戦闘」戦隊においては不都合があった。飛行隊編制とは従来の中隊の垣根を取り払い、これを統一・一元化した飛行隊を新設するものであり、これは戦隊本部の直属とし、飛行隊自体の指揮官としては飛行隊長を新設し戦隊長が先任将校を任命した。また、各中隊が隷属していた整備班は整備小隊となり、同時に戦隊本部隷下となった整備隊本部のもとへと移行された。これにより機材の一元管理化が行われ、整備班附整備員ら地上勤務者を含む大勢の人事まで掌握・指揮しなければならなかった中隊長の労苦も軽減された。
この改編により「戦闘」戦隊における部隊編制単位上の「中隊」は廃止され、編制表から無くなり統一した「飛行隊」となったものの、多くの戦隊では機材管理や人事においては飛行隊編制を適用するものの中隊呼称を使用、ないし中隊編制自体に戻される事が多かった。具体的な呼称としては、一般的には従来の「中隊」称（第1中隊・第2中隊・第3中隊等）を踏襲したほかは、「飛行隊」称（第1飛行隊・第2飛行隊・第3飛行隊等）、「隊」称（第1隊、第2隊、第3隊等）が使用されており、中には無線電話等において使用されるコールサインを兼ねた愛称に近い名称（飛行第47戦隊の「旭隊（第1中隊相当）・富士隊（第2中隊相当）・桜隊（第3中隊相当）」、飛行第244戦隊の「そよかぜ隊（第1中隊相当）・とっぷう隊（第2中隊相当）・みかづき隊（第3中隊相当）」等）の使用もされている。
- （「戦闘」）飛行戦隊本部
  - 飛行隊
    - （中隊） - 各小隊 - 各分隊
    - （中隊） - 各小隊 - 各分隊
    - （中隊） - 各小隊 - 各分隊

  - 整備隊本部
    - 指揮小隊 - 各分隊
    - 整備小隊
    - 整備小隊
    - 整備小隊
- 飛行場大隊本部
  - 補給中隊
  - 警備中隊

大戦後期になると、外地部隊を中心に重なる損害と滞る補給のため消耗し部隊の維持が困難になる戦隊が多くなり、それら部隊は後方に移り戦隊員（空中勤務者・地上勤務者）と装備の補充を受けたり、他の戦隊・独飛中隊・独飛隊などと統合され戦力回復を果たすのが一般的であったが、ニューギニアの戦い末期やフィリピン防衛戦末期ではその戦力回復も絶望的となり、また大勢からなる戦隊員の後方退却も不可能として貴重な空中勤務者のみが装備機や輸送機で脱出し、整備員ら地上勤務者は現地で歩兵部隊に改編され壊滅・解散した戦隊も存在した（空中勤務者の脱出もままならず地上で戦死した例も多い）。

### 飛行分科

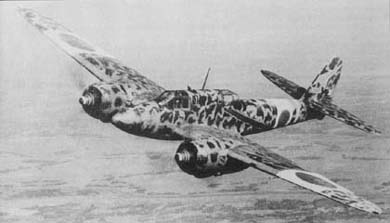
飛行第53戦隊の二式複戦「屠龍」丙型丁装備（キ45改丙）

飛行戦隊を中心に、陸軍航空部隊の各飛行部隊には以下の飛行分科（分科）および相当の装備機種が決まっていた。
- 「戦闘」 - 戦闘機
- 「重爆」 - 重爆撃機
- 「軽爆」 - 軽爆撃機
- 「襲撃」 - 襲撃機

軽爆撃機より近接航空支援（「地上攻撃機」）に比重を置いている
- 「司偵」 - 司令部偵察機

主任務は航空作戦や大規模地上作戦に密接した戦略偵察
- 「偵察」 - 軍偵察機・直協偵察機

主任務は地上軍に密接した戦術偵察。「偵察」戦隊では軍偵・直協を混用することが多い
- 「輸送」 - 輸送機

輸送任務は陸軍航空輸送部や輸送飛行中隊の担当であり、本来は実戦飛行部隊たる飛行戦隊の任務ではなく、編成された輸送戦隊は大戦後期の2個戦隊ほどに留まる
- 「対潜」 - 軍偵察機・重爆撃機・指揮連絡機

主任務は対潜哨戒ならびに爆雷攻撃。大戦後期に主に独立飛行中隊に対し設けられた分科で、「偵察（軍偵・直協）」から改編された部隊が多い。確実戦果としては独立飛行第73中隊（装備機・九九式軍偵）による「ブルヘッド」撃沈など。
また揚陸艦（強襲揚陸艦）である特殊船「あきつ丸」を対潜用護衛空母としても使用するため、分科「対潜」の独立飛行第1中隊（装備機・三式連絡機）が編成され、いわゆる艦載機として運用されている
部隊や時期によってはこれら各分科や機種を束ねることもあった。主に大戦後期においては更なる戦闘隊増強の要求から重爆・軽爆・襲撃から「戦闘」へ分科を転科した操縦者や部隊も多く、また戦闘隊が落下タンクの代わりに爆弾やタ弾を搭載し、戦闘爆撃機として臨時の軽爆・襲撃隊として使用されることも珍しくなかった。
偵察隊とりわけ「司偵」は戦略偵察任務の特殊性や大きな需要から、部隊（戦隊・戦隊1個中隊・独飛中・独飛隊）の改編や吸収統合が特に激しく複雑であった。

### 定数
飛行戦隊が保有する機体の定数は、時期や部隊や装備機種にもよるが、おおむね太平洋戦争当時は1個中隊が飛行分科「戦闘」では12機、「重爆」・「軽爆」・「司偵」・「偵察」では9機で、戦隊としては約24~36機+α（本部機・予備機など）が一般的であった。これは中隊編制から飛行隊編制に改編された、大戦後期の「戦闘」戦隊も基本同様となる。
また部隊によっては帳簿上の定数に含まれない員数外の機体として、廃棄機の修復機や鹵獲機を保有している。

### 戦隊長

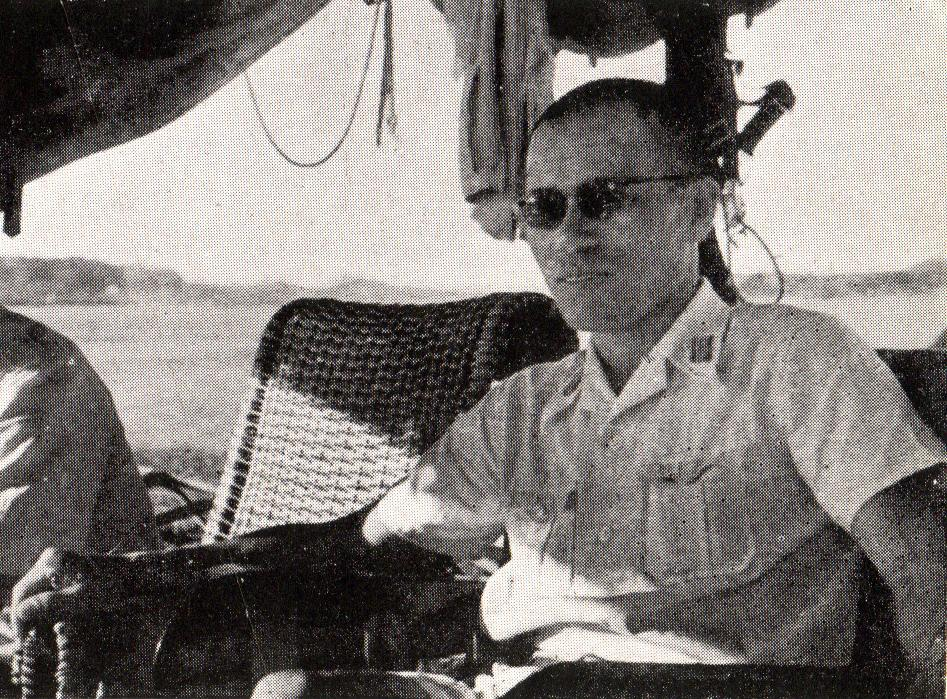
当時の日本では「軍神加藤少将」として最も有名だったエース、「加藤隼戦闘隊」こと飛行第64戦隊長の加藤建夫中佐。同戦隊のピスト（空中勤務者控所の意）で第3中隊長安間克巳大尉らとくつろぐ姿

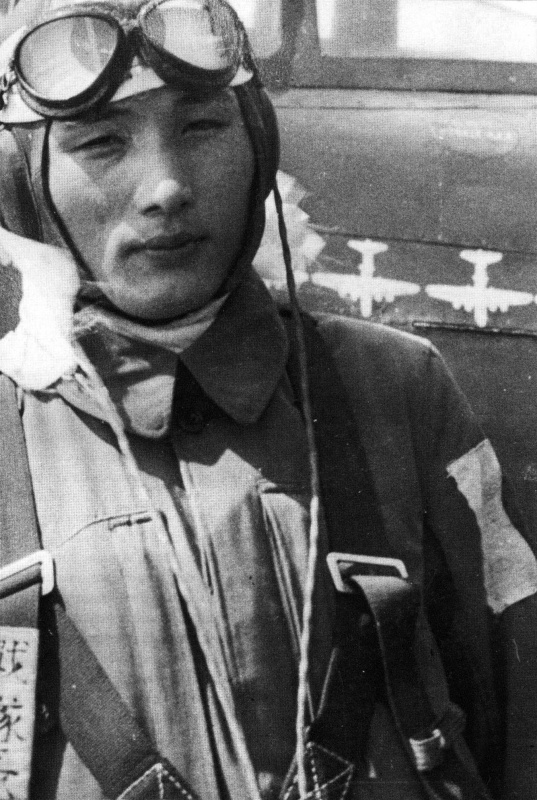
小林照彦 1944年（昭和19年）11月末、帝国陸軍史上最年少（満24歳、階級は陸軍大尉）

飛行戦隊の長は戦隊長で、階級は大佐・中佐・少佐・大尉が補職する。戦隊でも飛行分科によって違いはあるが、太平洋戦争開戦前頃までは大佐・中佐・少佐が一般的で、太平洋戦争前中期には中佐・少佐が多くなり、後期には大尉が任命されることが珍しくなくなっている。
帝国陸軍（陸軍航空部隊）においては「指揮官率先」の伝統から、戦隊長は階級や分科を問わず原則的に「空中指揮官」であり、自ら戦隊が装備する第一線機に搭乗し隷下の本部僚機や中隊・飛行隊を率い、積極的に空中指揮と戦闘を行うものとされた。そのため飛行第64戦隊の加藤建夫中佐や宮辺英夫少佐、飛行第244戦隊の小林照彦少佐、飛行第22戦隊の岩橋譲三少佐などを筆頭に少なくないエース・パイロットたる戦隊長を輩出していると同時に、多数の戦死者や負傷者も出しており、大戦末期には貴重な中堅空中指揮官を温存するために戦隊長の出撃を控えるよう、その旨の令を上級部隊から出されていた戦隊も多々あった。一方で、「重爆」・「軽爆」の場合は戦隊長は必ずしも操縦者としての教育を受けた者がなるものではなく、その場合は隷下中隊長機など指揮官機に同乗しての空中指揮を行う。例として1941年7月に九七式重爆を運用する飛行第98戦隊長となった臼井茂樹大佐（過去に駐在武官・参謀本部勤務）は、同年12月のビルマ攻略戦ラングーン爆撃任務において機上戦死している。
さらに「指揮官率先」は飛行戦隊に止まらず、上級部隊である飛行団（団長・飛行団長）でも珍しいものではなかった。飛行団は戦術単位の部隊であるため、戦隊長ほどの頻度ではなくとも飛行団長も空中指揮官として、飛行団司令部に配備されている第一線機ないし隷下部隊機に搭乗ないし同乗し、隷下飛行部隊を率い空中指揮を執るものとされていた。特に戦闘戦隊をメインとする「戦闘飛行団」ではそれが常識であり、操縦者出身かつ大佐・中佐級の古参高級将校たる団長の多くが操縦桿を握り実戦に出撃している。例として独立第15飛行団長・今川一策少将、第12飛行団長・川原八郎大佐、第14飛行団長・寺西多美弥中佐、第16飛行団長・新藤常右衛門中佐などが居り、中でも16FB長・新藤中佐は本土防空戦においてB-29を1機確実撃墜している。
なお、これらの「指揮官率先」の伝統はアメリカ陸軍航空軍やイギリス空軍でも同様であり、飛行戦隊に相当する飛行隊（米英）、飛行団に相当する航空群（米）の指揮官は自らが出撃し日本軍航空部隊と干戈を交えている。一例として、帝国陸軍航空部隊の一式戦が挙げた裏付の取れている多数の確実戦果中の高級指揮官機としては、第5爆撃航空団司令官ウォーカー准将機（隷下第43爆撃航空群リンドバーグ少佐機に同乗し爆撃任務空中指揮中に飛行第11戦隊機の攻撃を受け被撃墜、B-17）、第468超重爆撃航空群司令フォールカー大佐機（第1野戦補充飛行隊および第17錬成飛行隊機の攻撃を受け被撃墜、B-29） 、第348戦闘航空群司令カービィ大佐機（アメリカ軍主要エース、飛行第77戦隊機の攻撃を受け被撃墜、P-47）、第530爆撃航空群司令ミルトン中佐機（飛行第64戦隊機の攻撃を受け被撃墜、P-51）、第1特任航空群司令ゲイティ大佐機（飛行第64戦隊機の攻撃を受け被撃墜、P-47）、第1特任航空群司令コクラン大佐機（飛行第50戦隊機の攻撃を受け墜落寸前の状態まで被弾、帰還後に上級部隊より以後の空戦参加禁止命令を受領、P-51） などがあり、さらにこのほか米英飛行隊長機の多くを撃墜している。

## 上級部隊
飛行戦隊を筆頭に各飛行部隊の上級部隊として、主に以下の部隊が存在し「陸軍航空部隊」を組織していた。

### 飛行団
核となる飛行戦隊が2個以上集まり、旅団に相当する団である飛行団(FB)を編成した。1935年（昭和10年）の組織改編で生まれた部隊である。長は団長（飛行団長）で少将・大佐・中佐クラスが補職し、司令部を置き数名の部員を擁した。
各飛行団のうち「独立(s)」の称呼を冠する独立飛行団(FBs)は、飛行師団ではなく更なる上級部隊（#航空軍）高級指揮官の直属となる部隊である。
- 第1飛行団(1FB)
- 第2飛行団(2FB) - 前身は満州事変に対応および飛行部隊の統一指揮のため1931年（昭和6年）に関東軍にて編成された「関東軍飛行隊」（1935年に「関東軍飛行集団」へ改編）
- 第3飛行団(3FB)
- 第4飛行団(4FB)
- 第5飛行団(5FB)
- 第6飛行団(6FB)
- 第7飛行団(7FB)
- 第8飛行団(8FB)
- 第9飛行団(9FB)
- 独立第10飛行団(10FBs)
- 第12飛行団(12FB)
- 第13飛行団(13FB)
- 第14飛行団(14FB)
- 独立第15飛行団(15FBs)
- 第16飛行団(16FB)
- 第17飛行団(17FB)
- 第18飛行団(18FB)
- 第19飛行団(19FB)
- 第20飛行団(20FB)
- 第21飛行団(21FB)
- 第22飛行団(22FB)
- 第23飛行団(23FB)
- 独立第25飛行団(25FBs)
- 第26飛行団(26FB)
- 第27飛行団(27FB)
- 第30飛行団(30FB)
- 第100飛行団(100FB)

また、主に練習飛行隊(RF)・教育飛行隊(FRK)・錬成飛行隊(FRL)といった各教育飛行部隊を隷下にもつ飛行団として、教育飛行団(KFB)も編成されている。

### 飛行師団
さらに飛行団が2個以上集まり戦略的単位の師団である飛行師団(FD)を編成した。1942年（昭和17年）4月以前は飛行師団は飛行集団(FC)と称しており、飛行師団はこれを改称したものである。中核となる飛行戦隊のほかに支援部隊である航空地区司令部（FTB、飛行場大隊・飛行場中隊を隷属）、航空通信団司令部（FTB、航空通信連隊(FTR)を隷属）などを隷属している。長は師団長（飛行師団長） で中将が補職し、司令部を置き参謀長（大佐級）1名・参謀数名・高級副官・兵器部長・経理部長・軍医部長など部員を擁した。
- 第1飛行師団(1FD)
- 第2飛行師団(2FD)
- 第3飛行師団(3FD)
- 第4飛行師団(4FD)
- 第5飛行師団(5FD)
- 第6飛行師団(6FD)
- 第7飛行師団(7FD)
- 第8飛行師団(8FD)
- 第9飛行師団(9FD)
- 第10飛行師団(10FD)
- 第11飛行師団(11FD)
- 第12飛行師団(12FD)
- 第13飛行師団(13FD)

このほか、隷下に教育飛行団などをもつ飛行師団に準ずる教育部隊として、航空師団(KD)や教育飛行師団(KFD)も編成されている。
- 第51航空師団(51KD)
- 第52航空師団(52KD)
- 第53航空師団(53KD)
- 第54航空師団(54KD)
- 第51教育飛行師団(51KFD)

1944年6月、航空総監部が管轄していた学校（航士校および各少飛校を除く）は軍隊に改編され、明野陸軍飛行学校に代表される主要各陸軍飛行学校は教導飛行師団(KFD)となり、当初は教導航空軍（KFA、同年12月より第6航空軍に改編）に隷属した。なお、熊谷陸軍飛行学校は教導飛行師団とならず上記の航空師団（第52航空師団）となっている。のちに明野と常陸の教導飛行隊 は飛行戦隊（前者が第111戦隊、後者は第112戦隊）となった。
- 明野教導飛行師団（明KFD）
- 常陸教導飛行師団（常KFD）
- 下志津教導飛行師団 （下KFD）
- 浜松教導飛行師団 （浜KFD）
- 鉾田教導飛行師団 （鉾KFD）
- 宇都宮教導飛行師団 （宇KFD）

#### 戦闘飛行集団
戦闘機を大量に集中運用（戦闘戦隊・戦闘飛行団を主に集中配備）する飛行師団に準ずる部隊として、大戦後期のフィリピン防衛戦時に第30戦闘飛行集団が、最末期の本土防空戦時に第20戦闘飛行集団が編成された。長は集団長（戦闘飛行集団長・飛行集団長）で中将・少将が補職し、司令部を置く。飛行師団の改編前の旧称たる飛行集団とは異なるものの、軍隊符号は同じくFC。
- 第20戦闘飛行集団(20FC)
- 第30戦闘飛行集団(30FC)

### 航空軍
1942年6月以降には、上述の飛行師団 を束ねる軍として航空軍(FA)が編成される。長は司令官（航空軍司令官）で中将が補職し、司令部が置かれ参謀長・高級参謀・参謀数名・高級副官・兵器部長・経理部長・軍医部長・法務部長や部員を擁す。
- 第1航空軍(1FA) - 日本本土（東日本）
- 第2航空軍(2FA) - 満州 - 前身は1936年（昭和11年）に在本本土航空部隊を統率する司令部として編成された航空兵団
- 第3航空軍(3FA) - ビルマ、インドネシア、タイ、仏印（南西方面）
- 第4航空軍(4FA) - ニューギニア、フィリピン（南東方面）
- 第5航空軍(5FA) - 中国、朝鮮
- 第6航空軍(6FA) - 日本本土（西日本）

### 航空総軍
さらに大戦末期の1945年（昭和20年）4月には、主に日本本土防空を任務とする全陸軍飛行部隊を統轄する総軍として、官衙である陸軍航空総監部を改編した天皇直隷の航空総軍(FSA)が編成された。長は司令官（航空総軍司令官）で大将が補職し、司令部を置き参謀長・参謀副長・高級参謀・参謀数名・兵器部長・経理部長・軍医部長・法務部長を筆頭に、部員や司令部附約700人近い人員を擁した。
- 航空総軍(FSA) - 北東方面を除く日本本土、朝鮮

## 独立飛行中隊・独立飛行隊
陸軍航空部隊の中核である飛行戦隊のほか、主に以下の実戦飛行部隊が多数編成されており帝国陸軍の屋台骨を支えていた。これらは基本的に飛行戦隊や飛行団に隷属せず、更なる上級部隊高級指揮官の直属となる「独立(s)」の称呼を冠する部隊である。

### 独立飛行中隊
独立飛行中隊（Fcs、独飛中隊・独飛中）は、約1個飛行中隊（定数はおおよそ10機前後）で編成され飛行師団（飛行集団）や航空軍に直属する。長は中隊長で少佐・大尉が補職。独立飛行中隊は編制が小規模ゆえに特に機動的に運用され、その任務性から飛行分科「司偵」・「偵察（軍偵・直協）」・「対潜」が多かった。
飛行戦隊の支援部隊としては飛行場大隊が充てられるのに対し、規模の小さい独立飛行中隊には飛行場中隊(ac)が主に充てられていた。

### 独立飛行隊
1941年7月には、上記の独立飛行中隊を2個以上束ね、航空軍や飛行師団（飛行集団）に直属する実戦部隊である独立飛行隊（Fs、独飛隊）が編成されている。長は隊長（飛行隊長）で大佐・中佐が補職し、本部を置いた。
一方で、大戦後期に編成された独立飛行隊は規模が小さく特殊なものになっており、1944年末にサイパン島およびテニアン島のアメリカ陸軍航空軍飛行場を長距離夜間奇襲爆撃するため、浜松教導飛行師団にて編成された第2独立飛行隊は新海希典少佐を飛行隊長とし9機の九七重爆を、義号作戦にて義烈空挺隊を輸送し敵飛行場に強行着陸を敢行した第3独立飛行隊は、諏訪部忠一大尉を飛行隊長とし12機の九七重爆を装備・運用していた。

## 部隊マーク

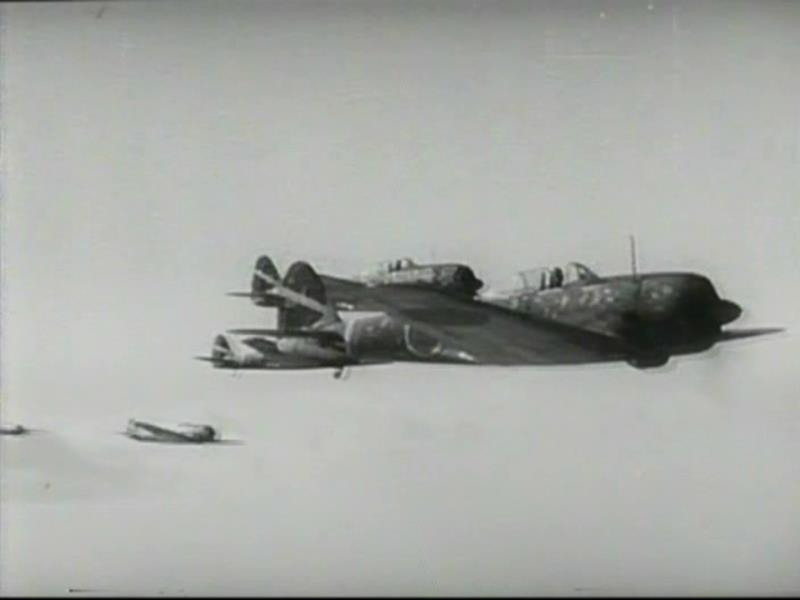
部隊マークとして「矢印（斜矢印）」を描く飛行第64戦隊の一式戦「隼」二型（キ43-II）。本写真の機体は映画『加藤隼戦闘隊』に「出演」させるため、明野陸軍飛行学校の保有機に第64戦隊第1中隊の「白矢印」を描きなおしたものである

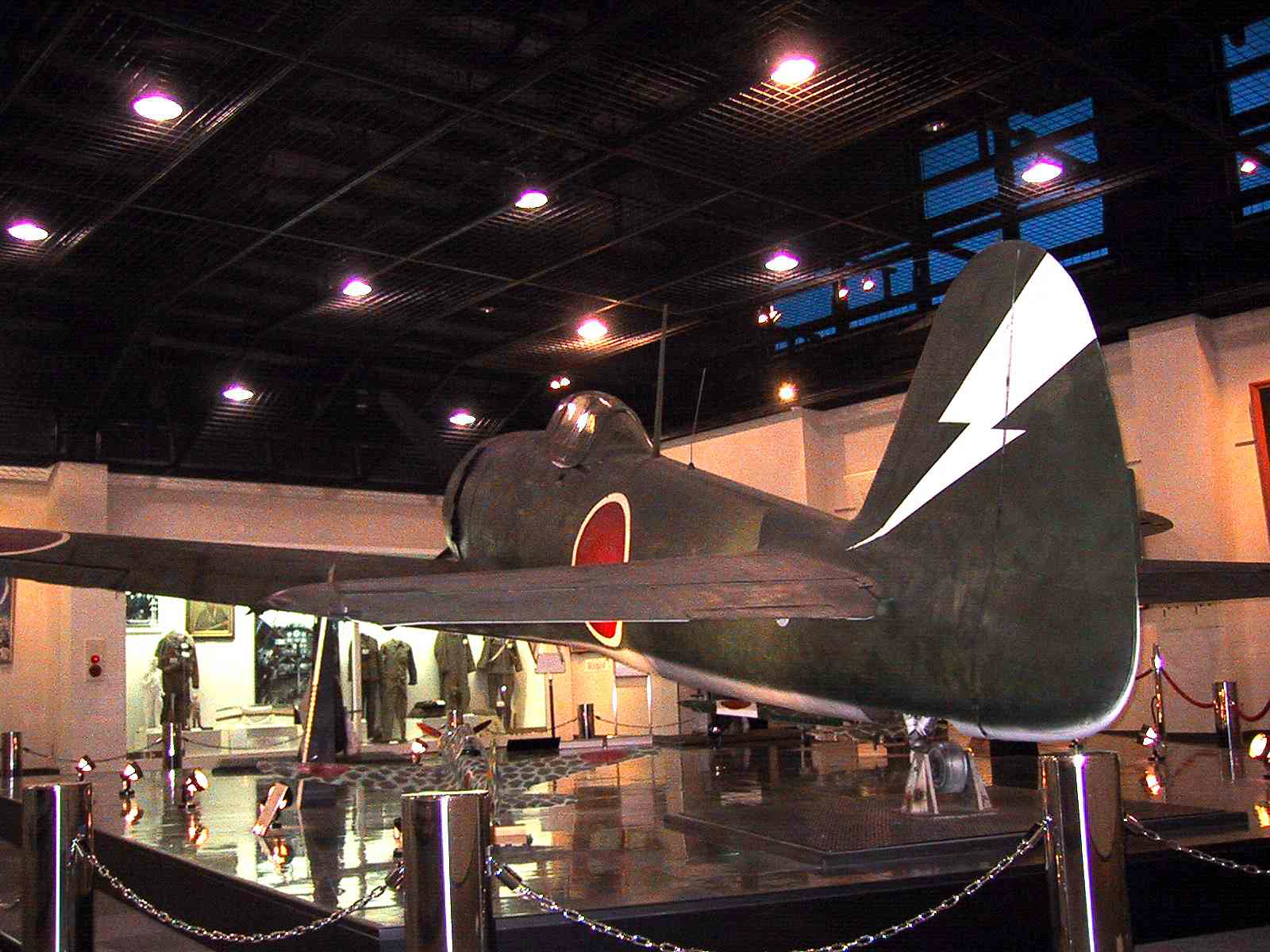
部隊マークとして「稲妻（雷・電光）」を描く飛行第11戦隊の四式戦「疾風」一型甲（キ84-I甲）。第11戦隊はそのマークから「稲妻部隊」と謳われていた

陸軍航空部隊の飛行戦隊・挺進飛行戦隊・独立飛行中隊・独立飛行隊・飛行団（司令部機）・練習飛行隊・教育飛行隊・錬成飛行隊・直協飛行隊・野戦補充飛行隊・司令部飛行班・飛行学校・航空学校・航空士官学校・特別攻撃隊など、航空機を有する大半の軍隊および官衙や学校 は職種を問わず部隊マーク（戦隊マーク・戦隊標識・部隊標識・部隊章）を有し、これを機体に描いていた（描画場所は視認性の良さから垂直尾翼が多く、大掛かりなものは機体側面や機首、水平尾翼にも描かれていた）。
部隊マークは隊員や関係者が自前で考案することが大半であり、これらはフランス空軍に範を取った帝国陸軍公認のもので各々の所属を識別する重要な標識であると同時に、隊員の士気や団結心を高める存在として重要視されていた。中には派手で個性的な意匠も多かったことから、いわゆるノーズアートに相当する側面もあった。
一例として、部隊マークに「矢印（斜矢印）」を用い一式戦「隼」の垂直尾翼に描いていた「加藤隼戦闘隊」こと飛行第64戦隊にて、当時整備班長として在隊していた新美市郎元少佐はマーク考案当時を回顧し以下の証言を残している。
海軍航空部隊では極めて簡素かつ地味な識別記号（片仮名・漢字・英字・数字等の組合せ）をもって所属を表しており、ごくわずかな例外を除き、陸軍航空部隊における部隊マークに相当する瀟洒な文化は存在しない。陸軍航空部隊でも、レイテ島の戦いから沖縄戦まで第七六二海軍航空隊指揮下で戦った飛行第7戦隊は、従来のアラビア数字の7を図案化したマーキングを廃して、「7-77」のように、海軍式の所属戦隊と機番号だけの識別符号を採用していた。それより先の台湾沖航空戦から第七六二海軍航空隊指揮下で戦った飛行第98戦隊は「508」のように、3桁の機番号のみを表示していた。
なお、2020年3月まで存在した航空自衛隊偵察航空隊がテールマーク（部隊マーク）として使用している「光とレンズ」の意匠は、偵察航空隊初代司令（偵察航空隊長）である生井清2等空佐の発案によって、生井2佐がかつて属した帝国陸軍航空部隊の飛行第33戦隊の部隊マークがモチーフとなっている（生井は最終階級陸軍少佐、飛行第33戦隊第1中隊長を経て戦隊長、エース・パイロット）。

### 中隊色

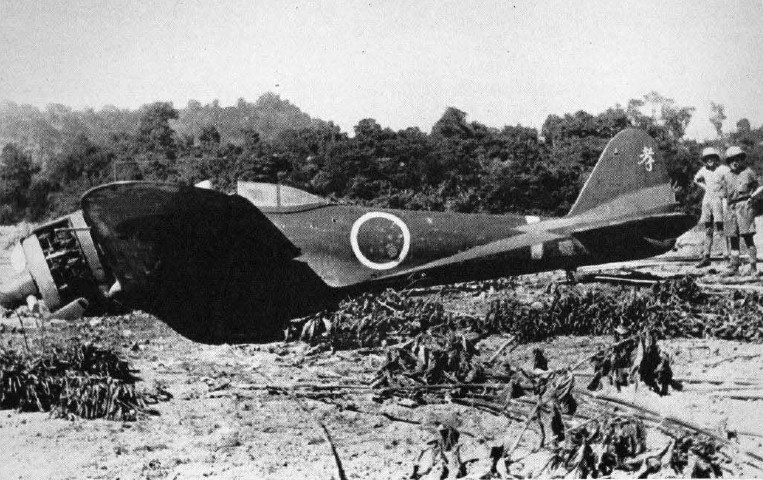
飛行第50戦隊第2中隊所属の一式戦「隼」一型丙（キ43-I丙）。部隊マーク（「電光」）・スピナー・カウリング先端を中隊色の「黄色」で描く（1943年）。垂直尾翼の「孝」の文字は操縦者が考案・記入した機体愛称

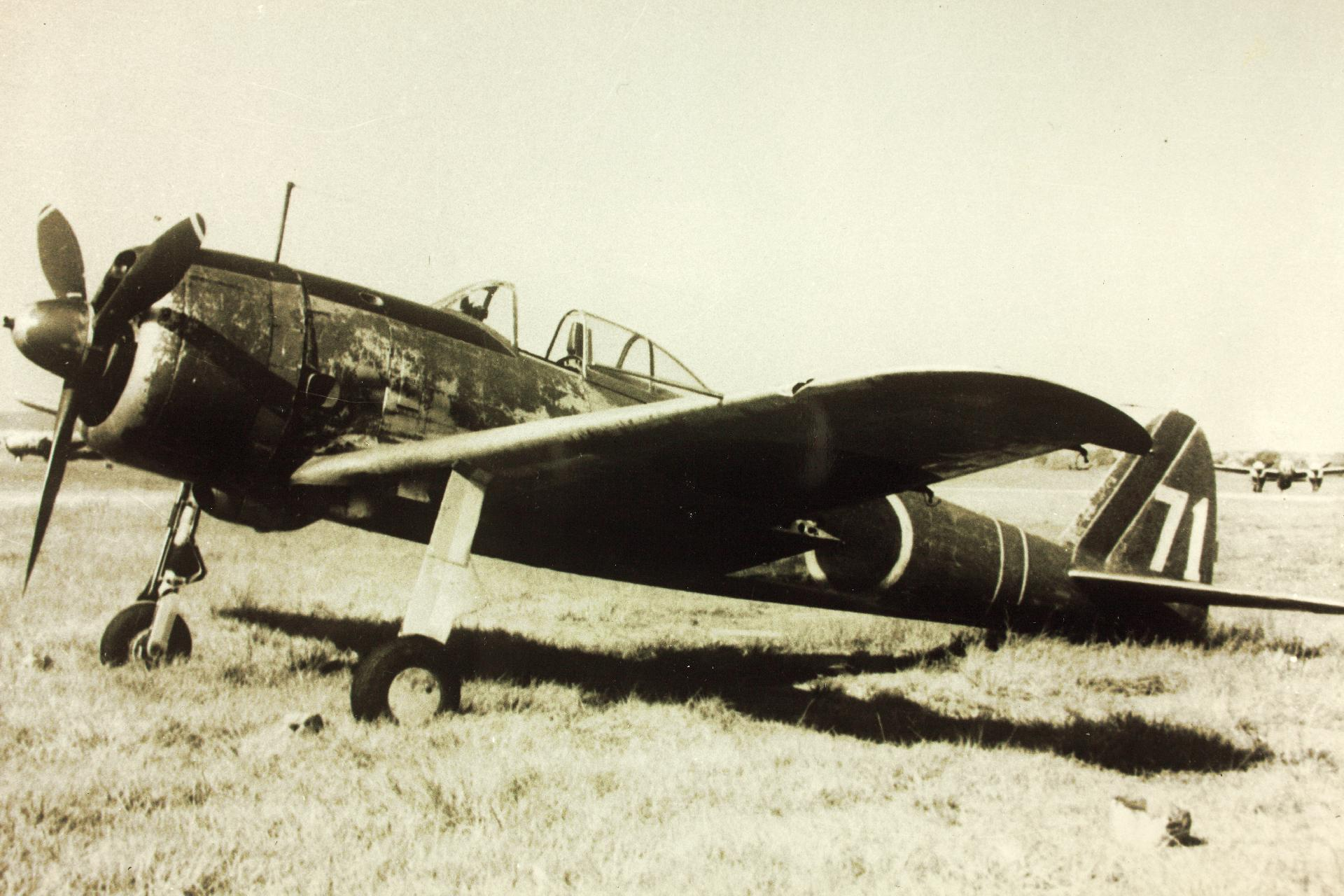
飛行第25戦隊第2中隊長（尾崎中和大尉）の一式戦「隼」二型（キ43-II）。部隊マークとして垂直尾翼に白色で縁取られた中隊色の赤色の「帯」、また機体番号「71」を、さらに「中隊長標識」として部隊マークと同様の白縁の赤帯を胴体後部に描いている

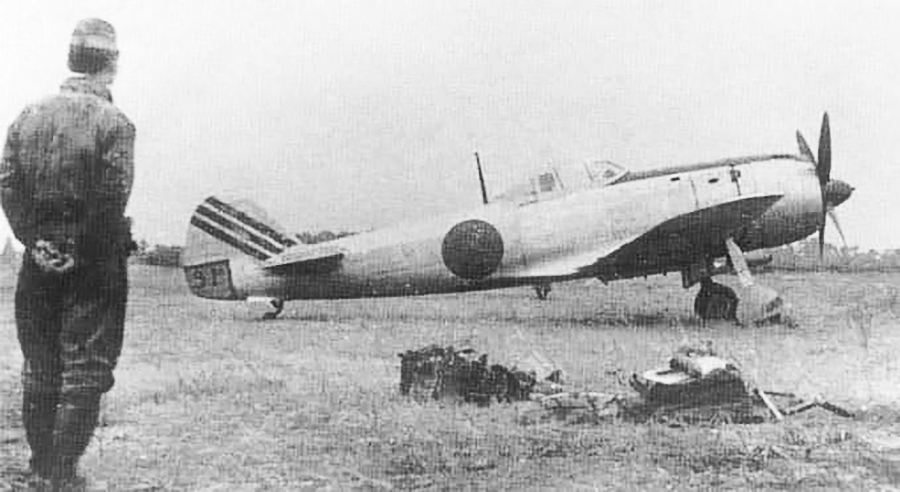
飛行第73戦隊所属の四式戦「疾風」一型甲（キ84-I甲）。部隊マークとして垂直尾翼に赤色の「3本ストライプ」、また方向舵下端を黄色の中隊色で塗り分け、さらに機体番号（下二桁）「91」を描いている

これら部隊マークの中でも、飛行戦隊では中隊・飛行隊ごとにマークを色分けすることが多かった（中隊色）。飛行第104戦隊のようにマークではなく、垂直尾翼上端・主翼端・スピナーを塗り分けた部隊、飛行第244戦隊のように戦隊本部のみ垂直尾翼全面を赤で塗り、中隊色の塗り分けは主脚カバーの機体番号にとどめ、マークは共通で白とした部隊など例外も存在する。
例として第64戦隊では「斜矢印」を戦隊本部は「コバルトブルー」、第1中隊は「白」、第2中隊は「赤」、第3中隊は「黄」で、飛行第50戦隊では「電光」を戦隊本部は「青」、第1中隊は「赤」、第2中隊は「黄」、第3中隊は「白」で塗り分け区別していた。なお、第50戦隊のエース・パイロットである穴吹智軍曹が自称していた異名「白色電光戦闘穴吹」は、穴吹の原隊である第1中隊の中隊色「白色」・部隊マーク「電光」・飛行分科「戦闘」に由来する。
また、第50戦隊（太平洋戦争中期以降）や飛行第72戦隊のように、部隊マークにのみならずプロペラのスピナーや、エンジンのカウリング先端をも中隊色で塗り分ける戦隊も存在した。
中隊が廃止され飛行隊編制となった大戦中後期の「戦闘」戦隊においても（#編制）、機材の統一運用はするが中隊呼称を使用ないし事実上の中隊編制を復活する場合が多かったため、中隊色自体は継続して使用する部隊もある。

### 種類

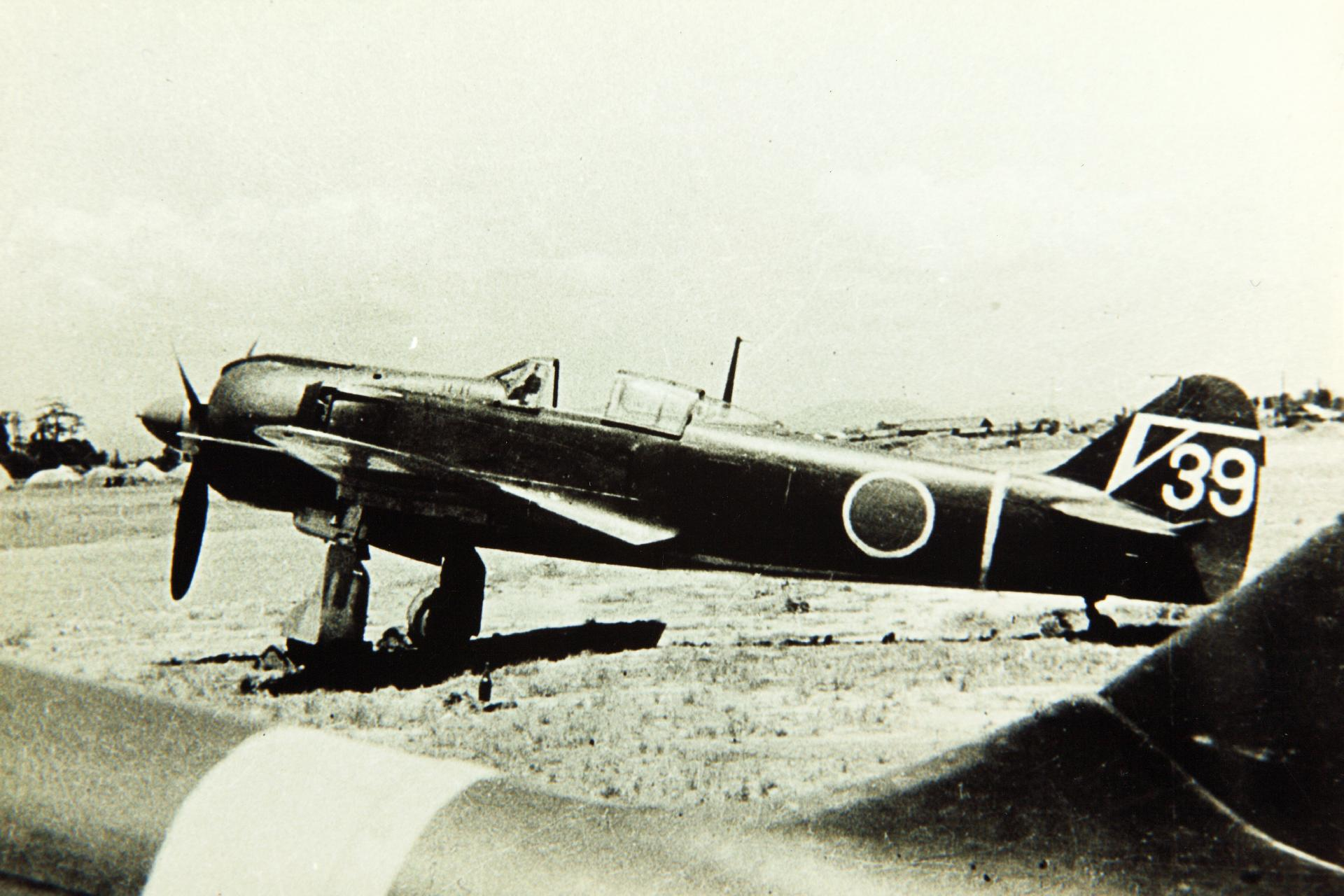
隊号「5」をローマ数字「V」とし描いた飛行第5戦隊の五式戦一型（キ100-I）

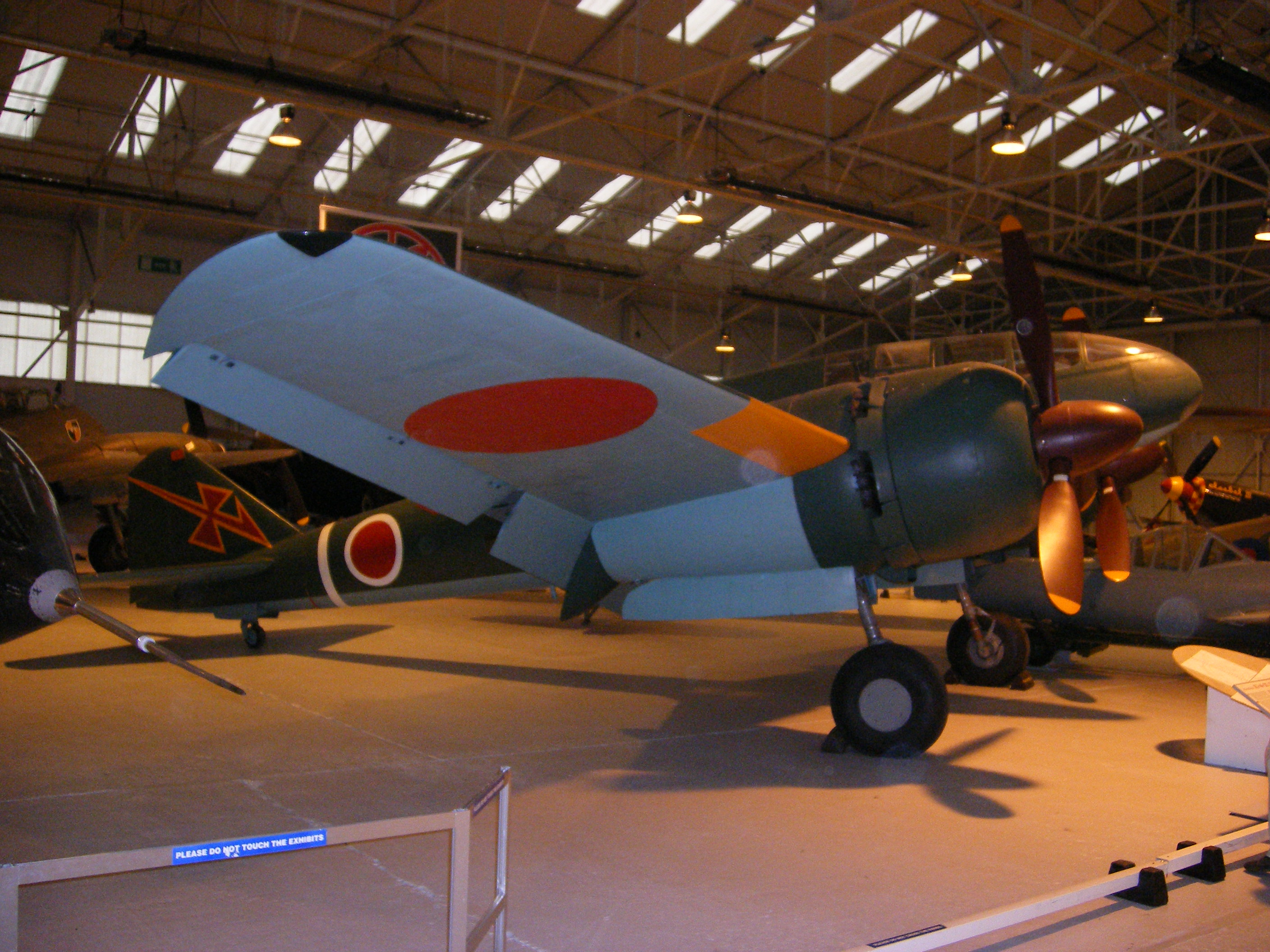
隊号「81」を瀟洒にアレンジ・図案化した部隊マークを描いた飛行第81戦隊の一〇〇式司偵「新司偵」三型甲（キ46-III甲）

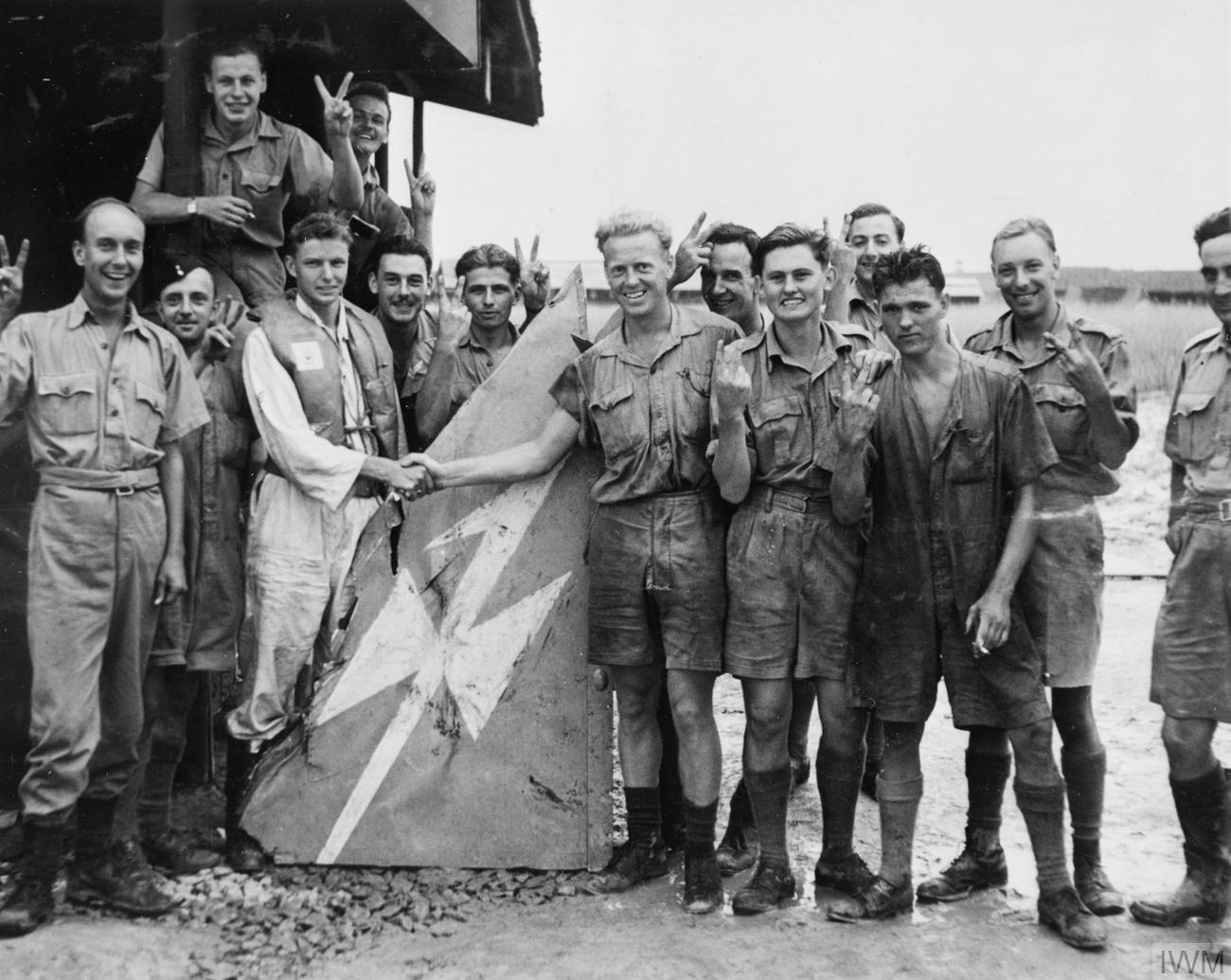
墜落した飛行第81戦隊所属一〇〇式司偵の垂直尾翼を回収し記念撮影を行うニュージーランド空軍第488飛行隊員。尾翼には第81戦隊の部隊マークが描かれている

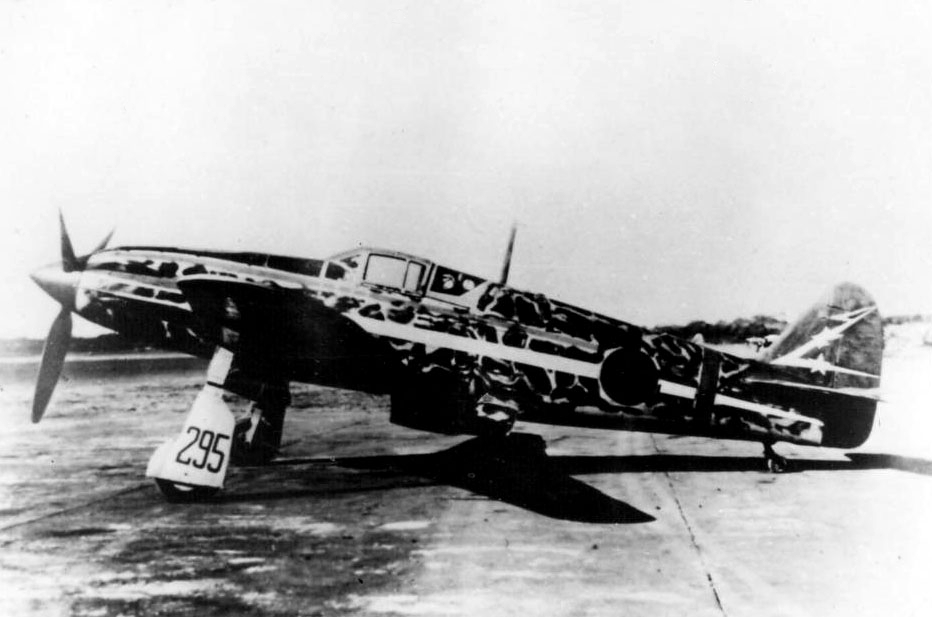
隊号「244」を瀟洒にアレンジ・図案化し、さらに「星」を重ねた部隊マークを描いた飛行第244戦隊本部小隊（戦隊長小林照彦大尉乗機）の三式戦「飛燕」一型丙（キ61-I丙）

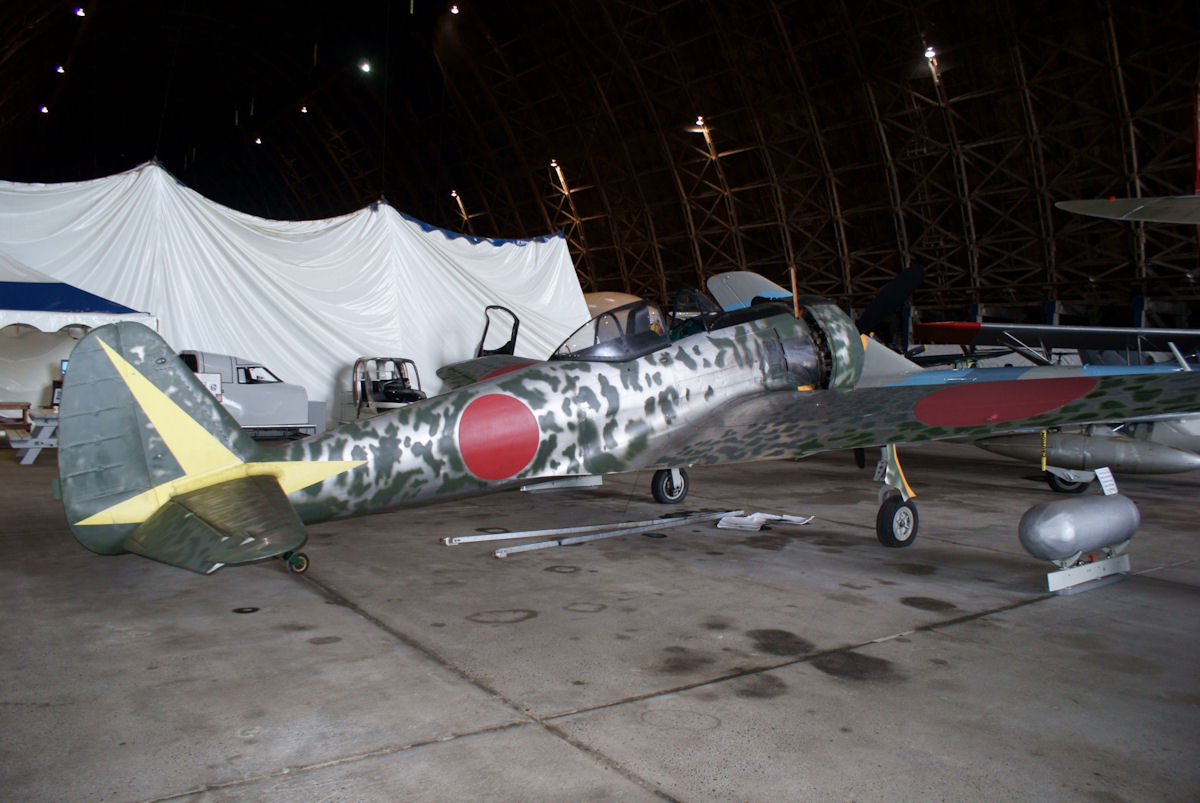
「折鶴」を図案化した飛行第54戦隊の一式戦「隼」三型（キ43-III）

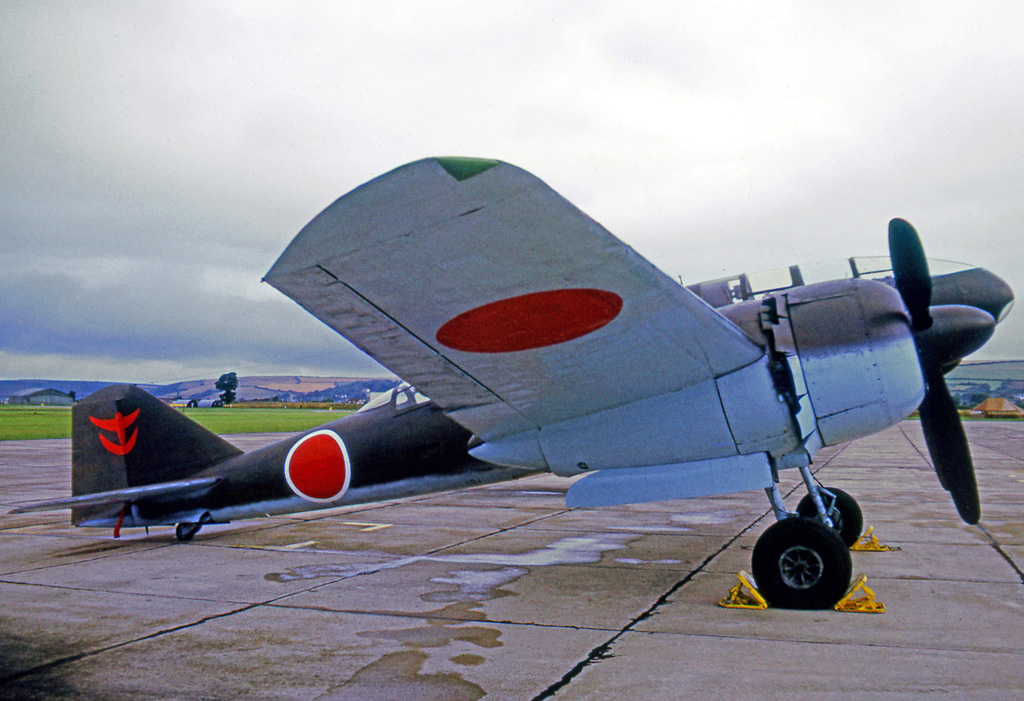
補充の「ホ」を「鳥」のように図案化した第1野戦補充飛行隊の一〇〇式司偵「新司偵」三型甲（キ46-III甲）。戦後の再塗装であり原隊の第1野戦補充飛行隊偵察隊は赤色ではなく白色で描いた

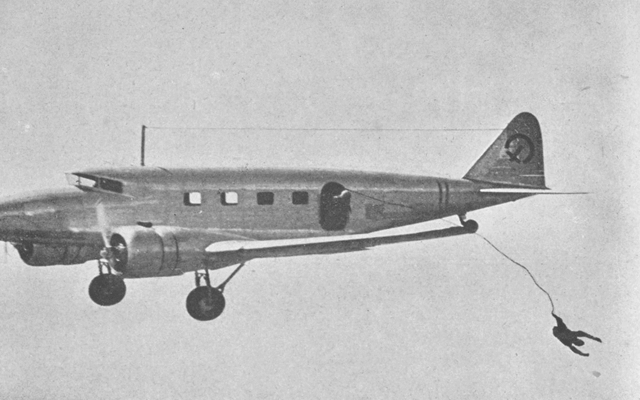
「落下傘」を図案化した挺進部隊自体の部隊マークを使用した、挺進部隊に属する飛行部隊（挺進飛行戦隊等）の九七式輸送機（キ34）

「釜茹で髑髏」を描いた第58振武隊の部隊章

部隊マークのデザインは多種多様であり、また部隊の誇りでもあるために（部隊によっては）意匠の凝らされたものも多い。例として以下のような意匠が使用されていたがこれらは必ずしも固定されていたものではなく、時期や在地といった都合によって意匠を変更する部隊、同部隊で複数のマークを用いる部隊は珍しくなく、帝国陸軍には数百個単位の部隊マークが存在していた。
- 稲妻（電）/電光 - 11戦隊、31戦隊、50戦隊、独飛48中他
- 帯/ストライプ - 25戦隊、34戦隊、59戦隊、72戦隊、73戦隊、独飛10中、独飛47中、3独飛隊、1錬飛他
- 矢印 - 29戦隊、64戦隊、77戦隊、85戦隊、101戦隊、103戦隊、183戦隊他
- 星 - 60戦隊、62戦隊
- 燕（飛燕） - 2戦隊、独飛101中、115教飛連他
- 菊水紋 - 22戦隊、独飛16中、3教飛隊他
- 日章 - 28戦隊、44戦隊、1航軍司飛班他
- 隊号（部隊番号）の図案化 - 6戦隊、12戦隊、14戦隊、19戦隊、20戦隊、24戦隊、33戦隊、47戦隊、51戦隊、52戦隊、53戦隊、第62戦隊、63戦隊、68戦隊、70戦隊、74戦隊、104戦隊、244戦隊、独飛71中、21飛団他
- 組織名・隊名（部隊名称）の図案化 - 航士校、明飛校、浜飛校、宇飛校、大刀飛校、岐阜飛校、常陸教飛師、1野補飛他

上記の一例のみならずさらに自由なマークも大量に考案されており、例として以下のような特に複雑・派手・個性的なマークも存在した。
- 片翼を広げた「八咫烏」を描いた一〇〇式司偵装備の独立飛行第17中隊
- 写実的な「天翔る虎」[註 15] を描いた九七式司偵・一〇〇式司偵装備の独立飛行第18中隊[11]
- 中隊色で塗り分けた方向舵の帯の本数と、胴体に描いた楔や帯の色や本数で所属を表しまた部隊マークとした飛行第1戦隊
- ローマ数字の「V」（隊号の「5」）を図案化した五式戦装備時の飛行第5戦隊
- 隊号の「8」と編成地屏東の「へい」を図案化した飛行第8戦隊[註 16]
- 「髑髏（ドクロ）」を描いた二式戦「鍾馗」装備時の飛行第29戦隊
- 「折鶴」を図案化した一式戦装備の飛行第54戦隊
- 隊号の「7」を「4」つ十字に組み合わせた一〇〇式重爆「呑龍」装備の飛行第74戦隊
- 隊号の「7」を円形に「8」つ組み合わせ、その中抜きを「花」の絵に見えるようにした三式戦「飛燕」装備の飛行第78戦隊
- 風にそよぐ「7枚の葦の葉」を図案化した飛行第248戦隊
- 明野の「明」と伊勢神宮に由来する「八咫鏡」を意匠化した明野陸軍飛行学校（明野教導飛行師団）
- 浜松陸軍飛行学校の「ハマヒ（浜飛）」を図案化した浜松陸軍飛行学校
- 翼の生えた常陸の「常」を描いた常陸教導飛行師団
- 翼の生えた隊号「57」を描いた第57振武隊[註 17]
- 「髑髏（ドクロ）」を描いた第58振武隊（特攻隊）および振武桜特別攻撃隊
- 「富士山（富嶽）」と「稲妻/電光」を図案化した富嶽隊（富嶽飛行隊、特攻隊）
- 翼の生えた「爆弾」を描いた勤皇隊（勤皇飛行隊、特攻隊）

また、第64戦隊は「斜矢印」の採用前は鷲を意匠化した「赤鷲」を九五戦や九七戦に、独立飛行第47中隊は垂直尾翼の「ストライプ」とともに「三つ巴」を二式戦「鍾馗」の操縦席横に描いていた。

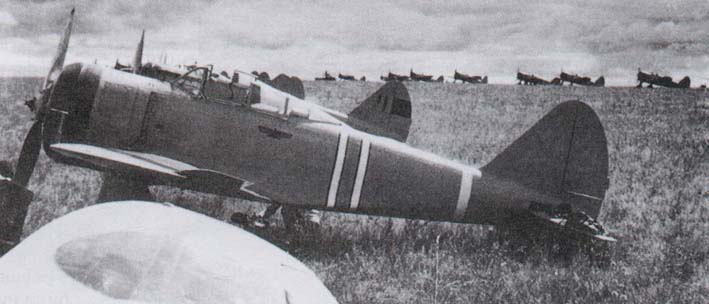
「赤鷲」を描いた飛行第64戦隊の九七戦乙（キ27乙）
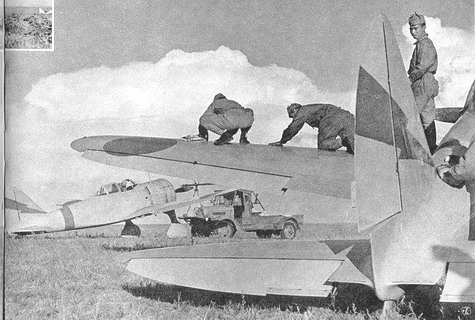
「稲妻」を描いた飛行第11戦隊の九七戦乙（キ27乙）
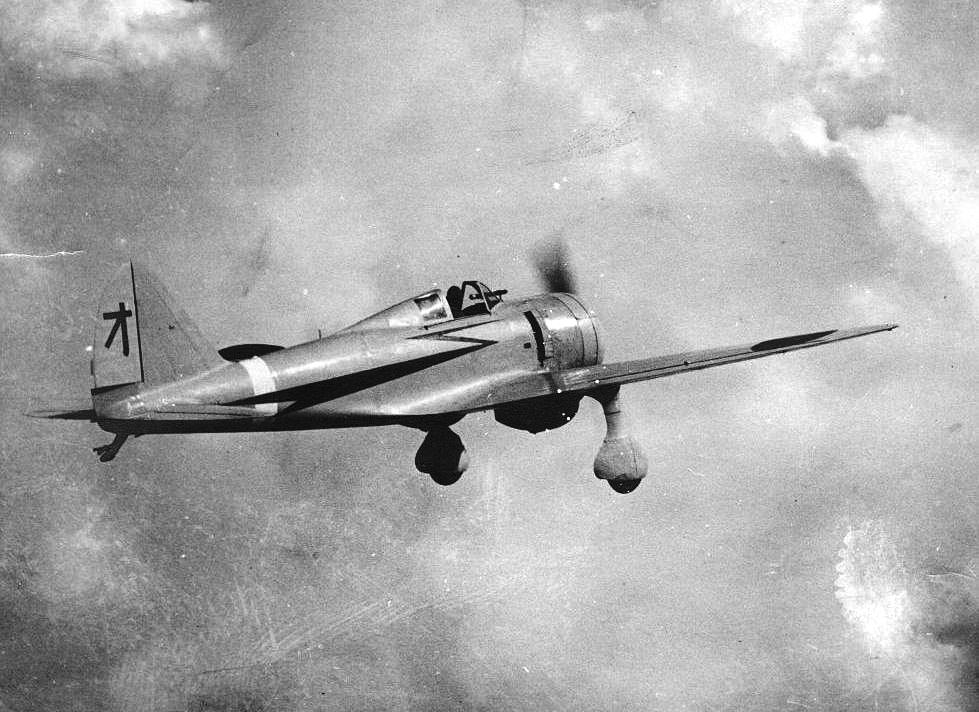
「稲妻」を描いた飛行第59戦隊の九七戦甲（キ27甲）
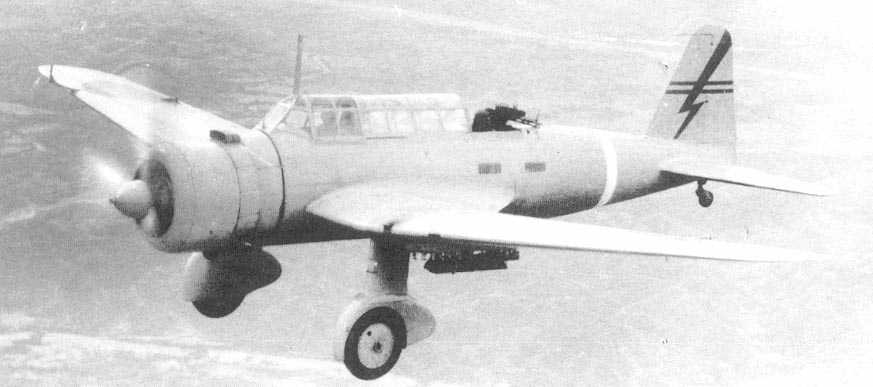
「稲妻/電光」と「帯」を描いた飛行第31戦隊の九七軽爆（キ30）
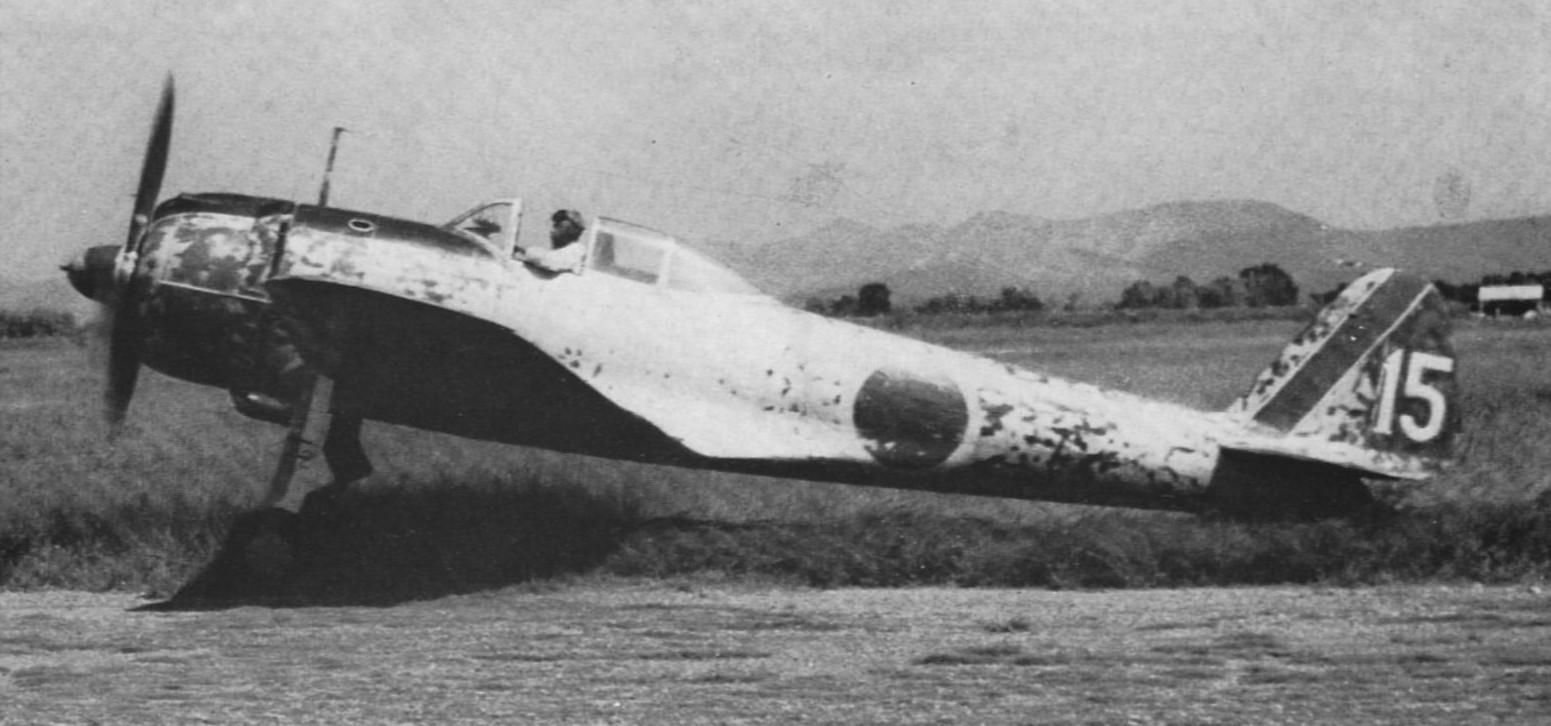
「帯」を描いた飛行第25戦隊の一式戦「隼」二型（キ43-II）
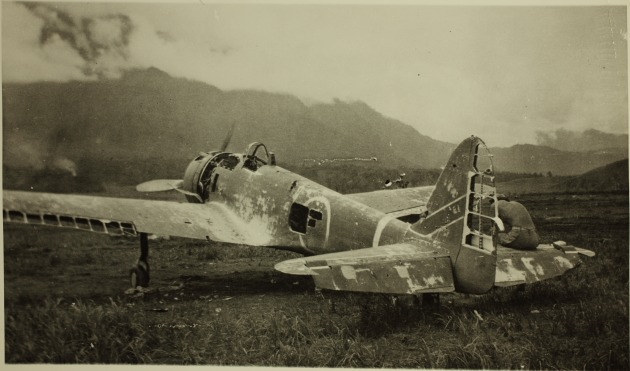
「帯」を描いた飛行第59戦隊の一式戦二型（キ43-II）
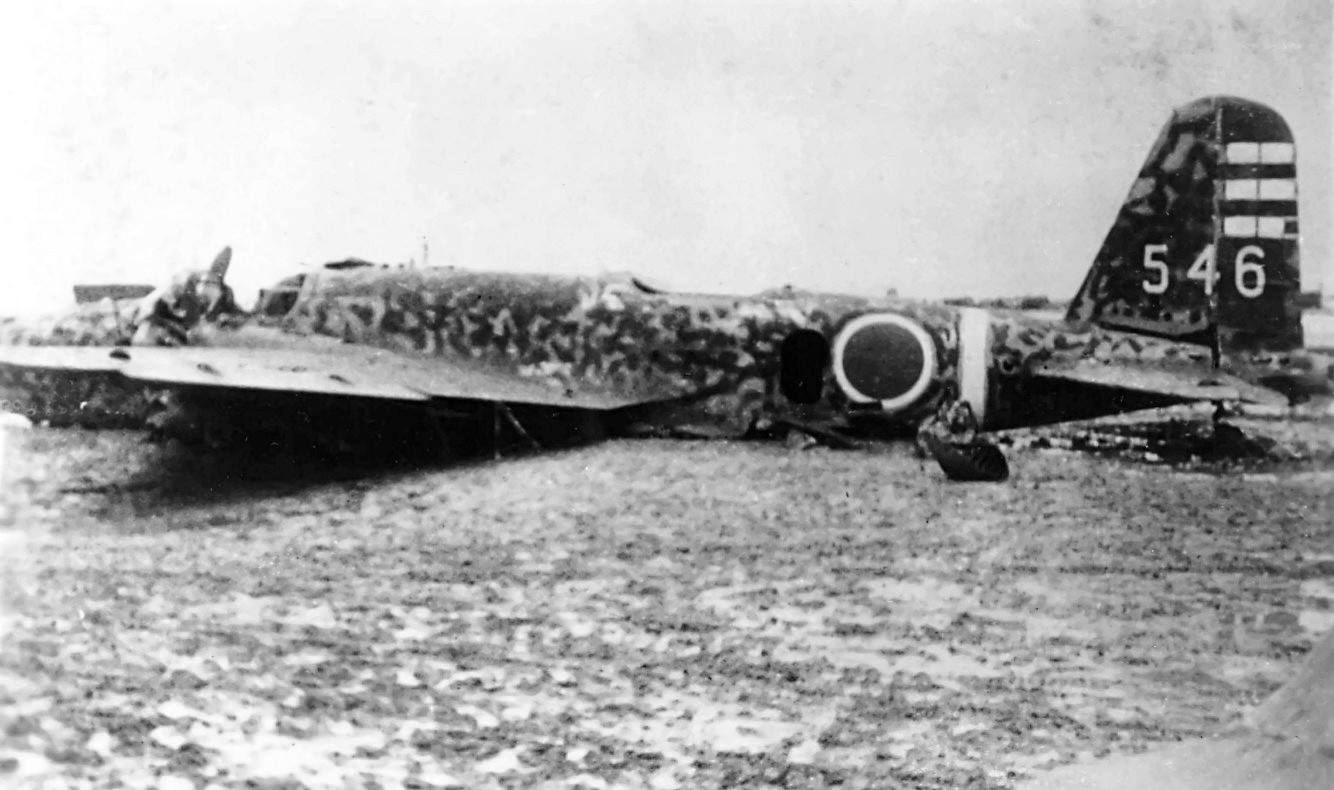
「帯」を描いた第3独立飛行隊の九七重爆二型甲（キ21-II甲）
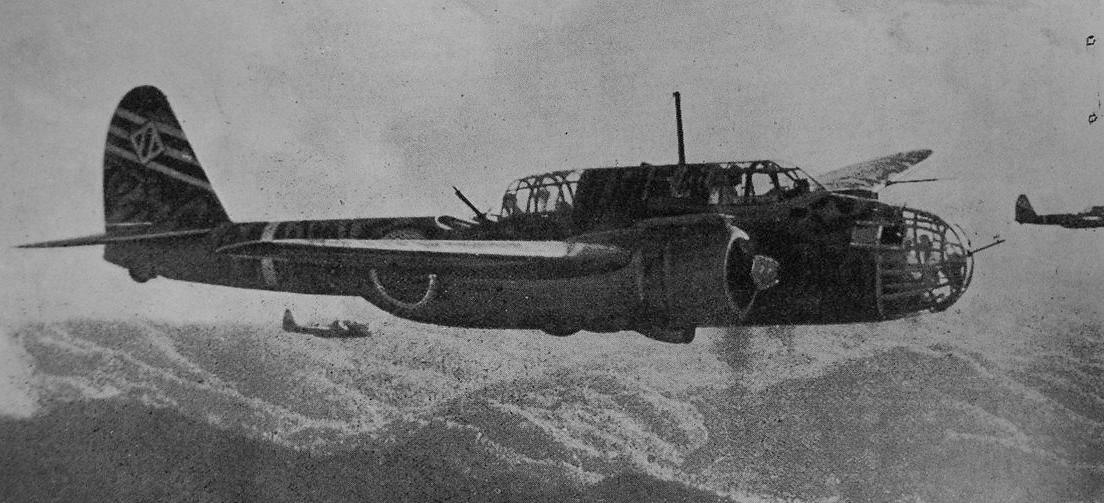
「ストライプ」を描いた飛行第34戦隊所属の九九双軽二型（キ48-II）
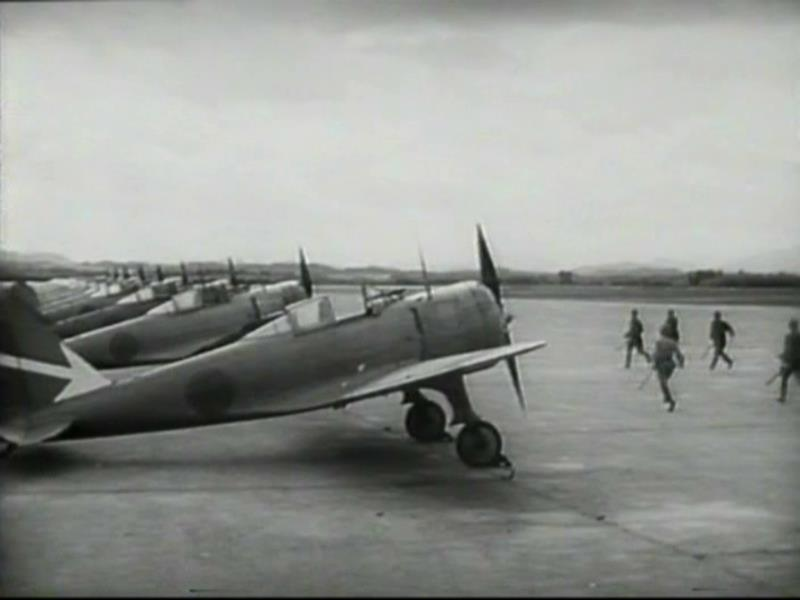
「矢印」を描いた飛行第64戦隊をモデルとする九七戦乙（キ27乙）。『加藤隼戦闘隊』出演のため明飛校保有機に描いたもの
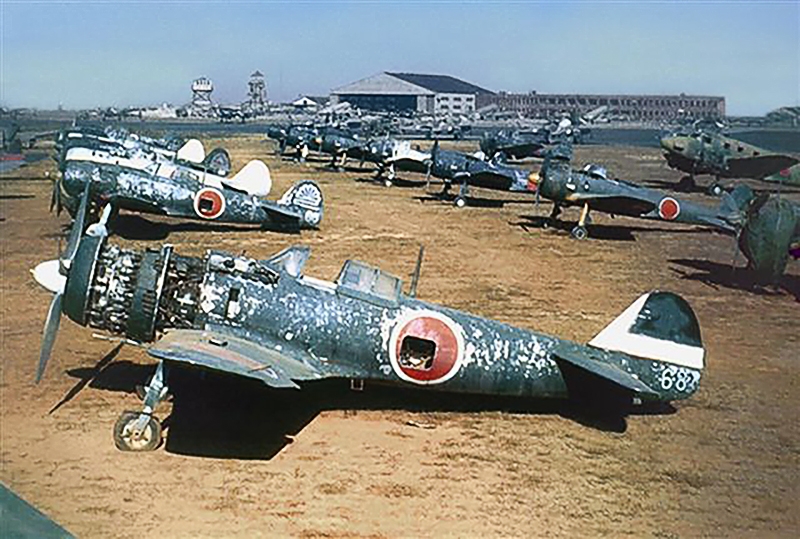
「片矢印」を描いた飛行第85戦隊（手前）および、「菊水」を描いた飛行第22戦隊（左奥）の四式戦「疾風」一型甲（キ84-I甲）
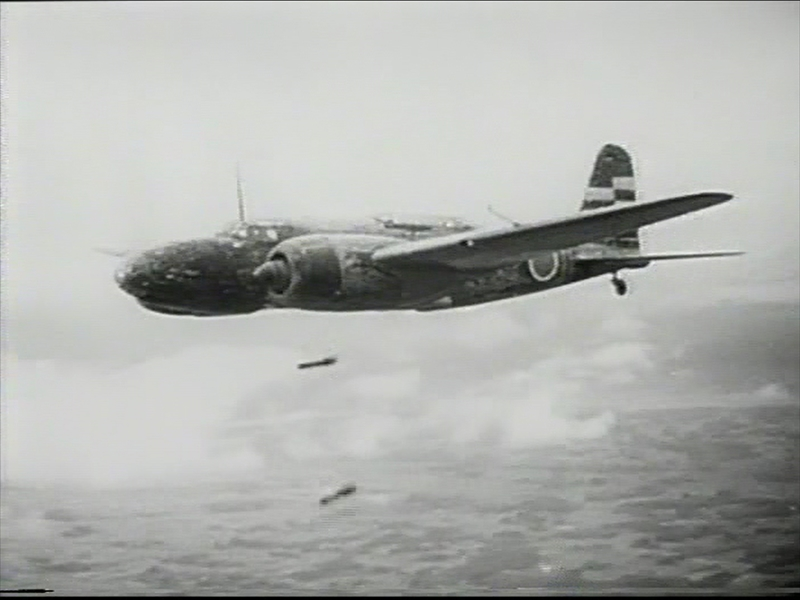
隊号「一二」を図案化した飛行第12戦隊の九七重爆二型甲（キ21-II甲）
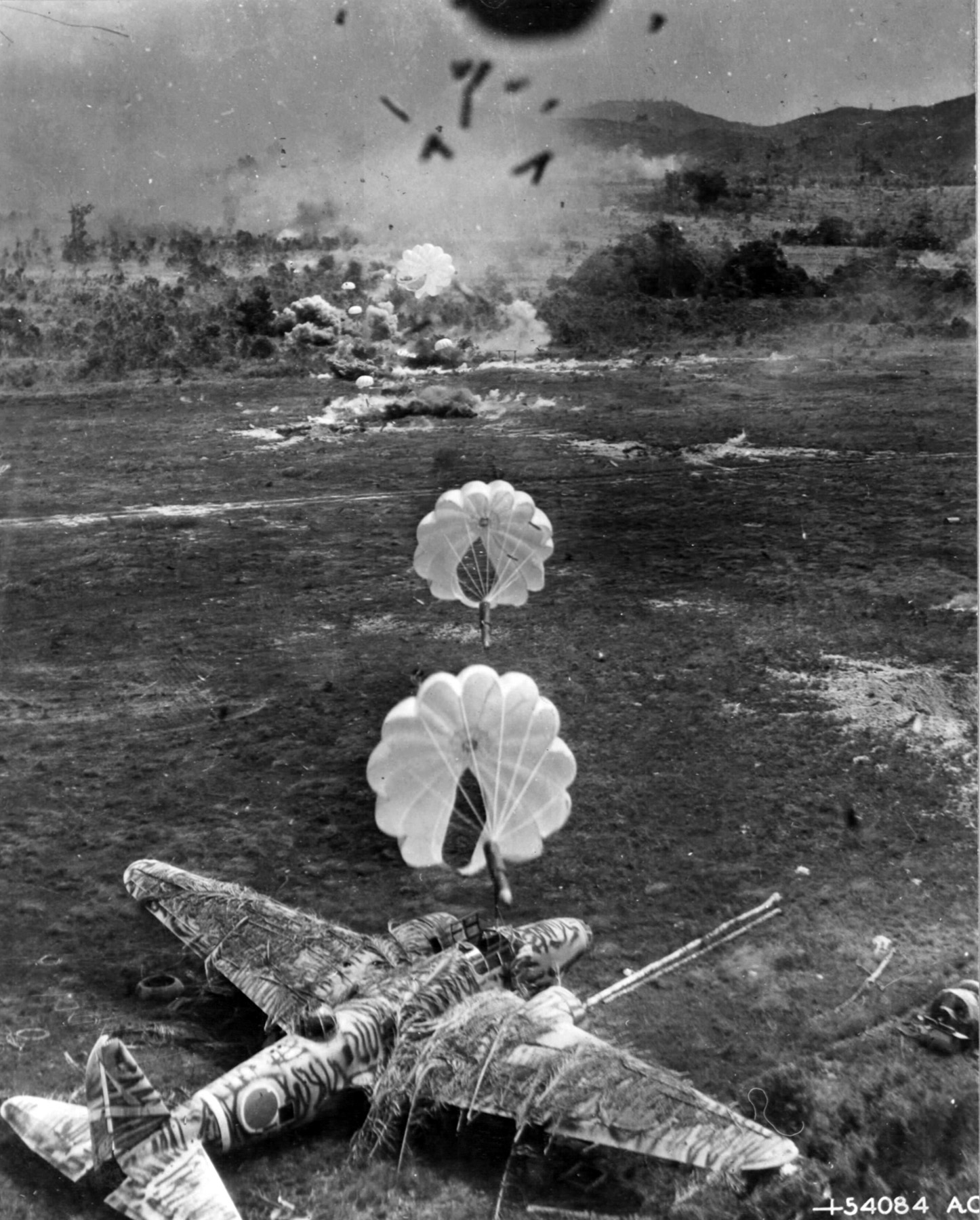
隊号「14」を図案化した飛行第14戦隊の九七重爆二型乙（キ21-II乙）
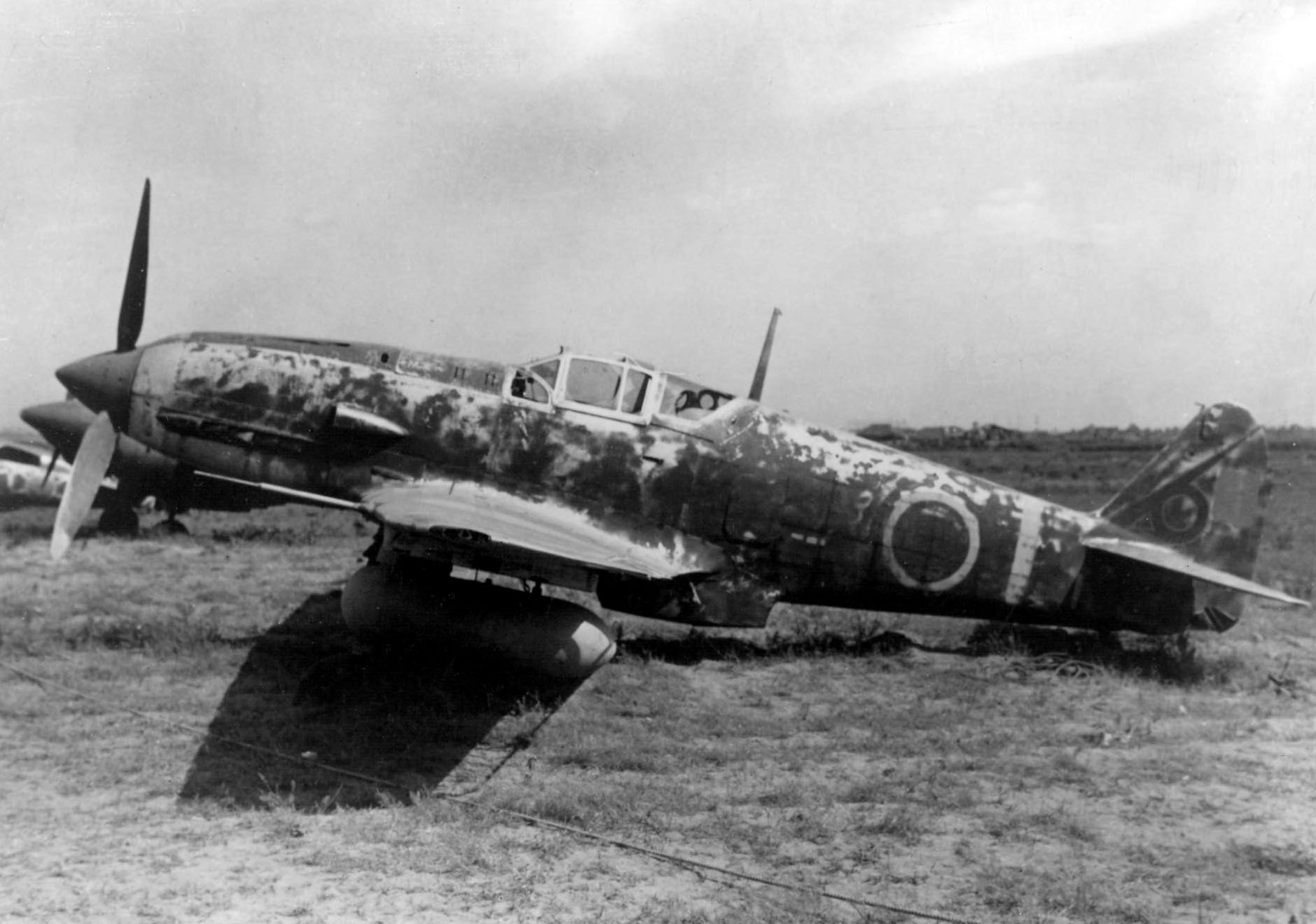
隊号「19」を図案化した飛行第19戦隊の三式戦「飛燕」一型乙（キ61-I乙）
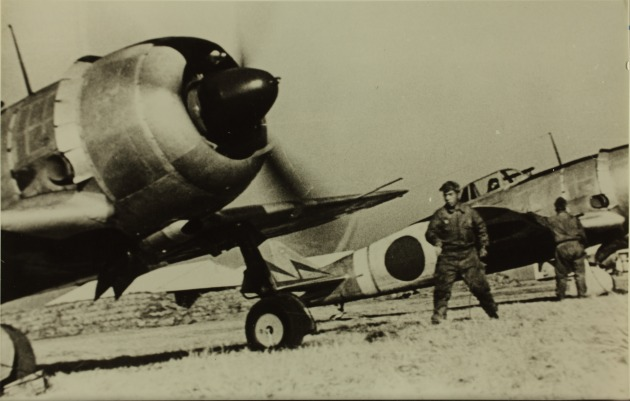
隊号「47」を図案化した飛行第47戦隊の二式戦二型甲（キ44-II甲）
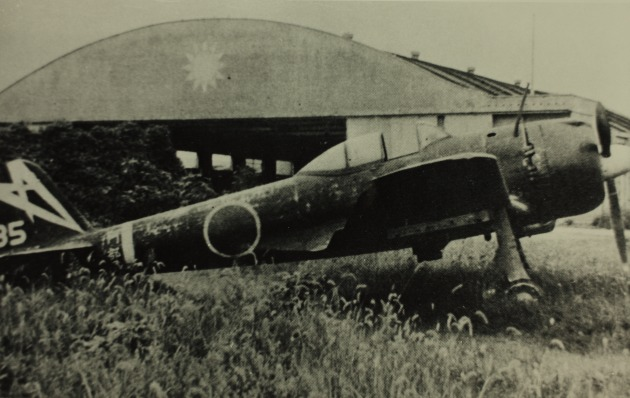
隊号「48」を図案化した飛行第48戦隊の一式戦三型（キ43-III）
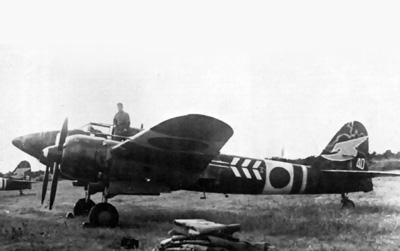
隊号「53」を図案化した飛行第53戦隊震天制空隊の二式複戦「屠龍」（キ45改）
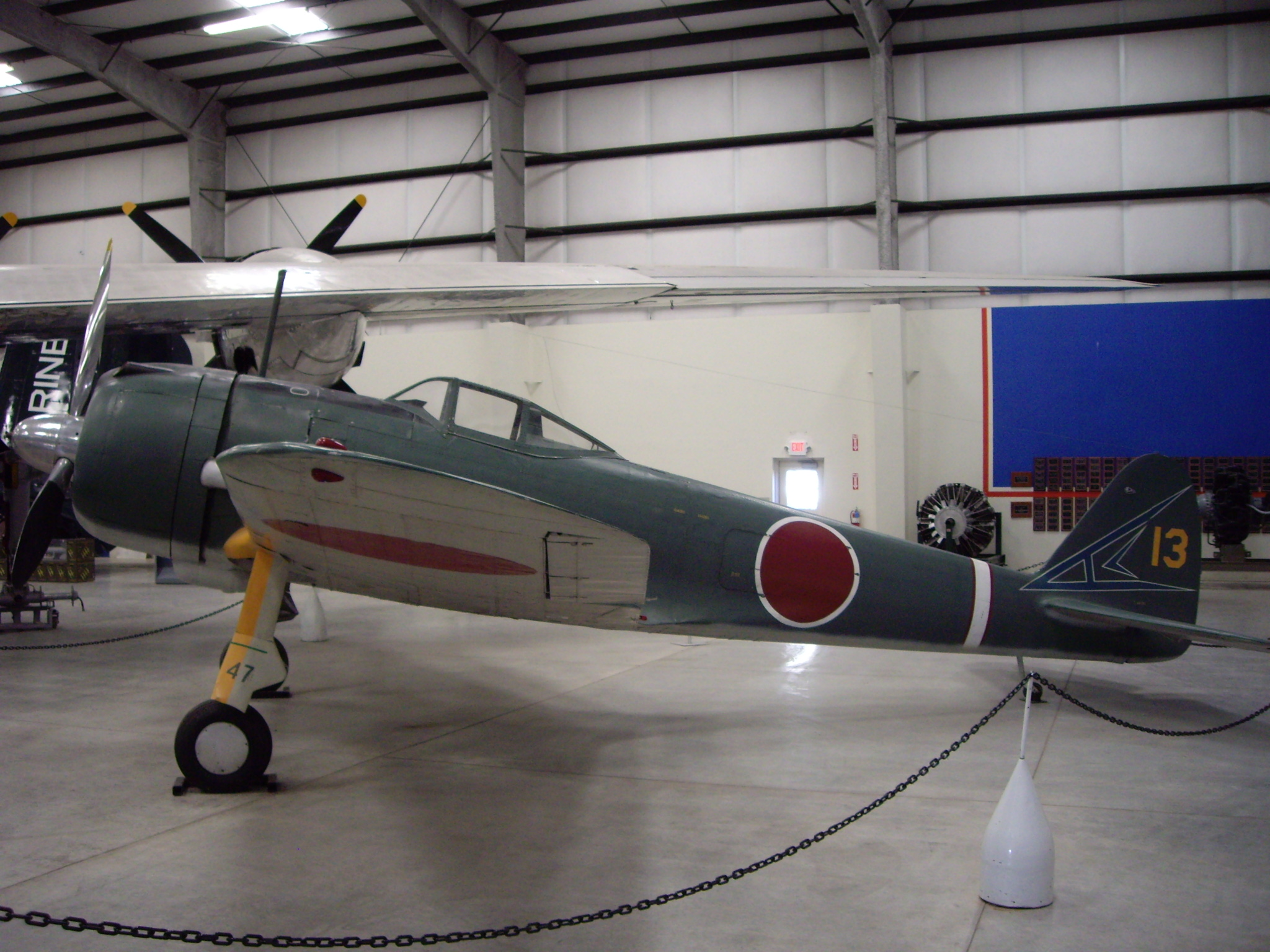
隊号「63」を図案化した飛行第63戦隊の一式戦「隼」二型（キ43-II）
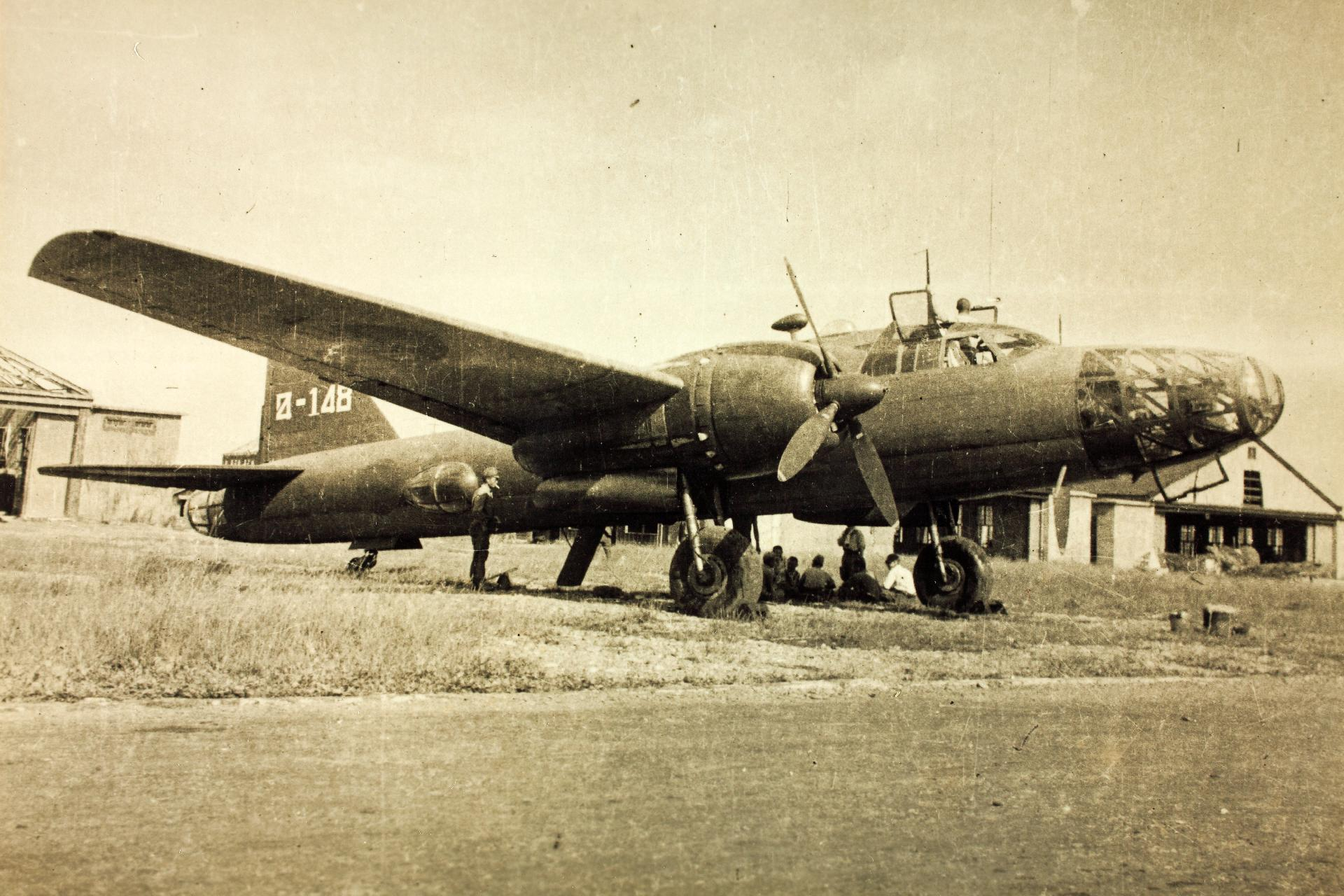
隊号「74」を図案化した飛行第74戦隊の四式重爆「飛龍」一型（キ67-I）
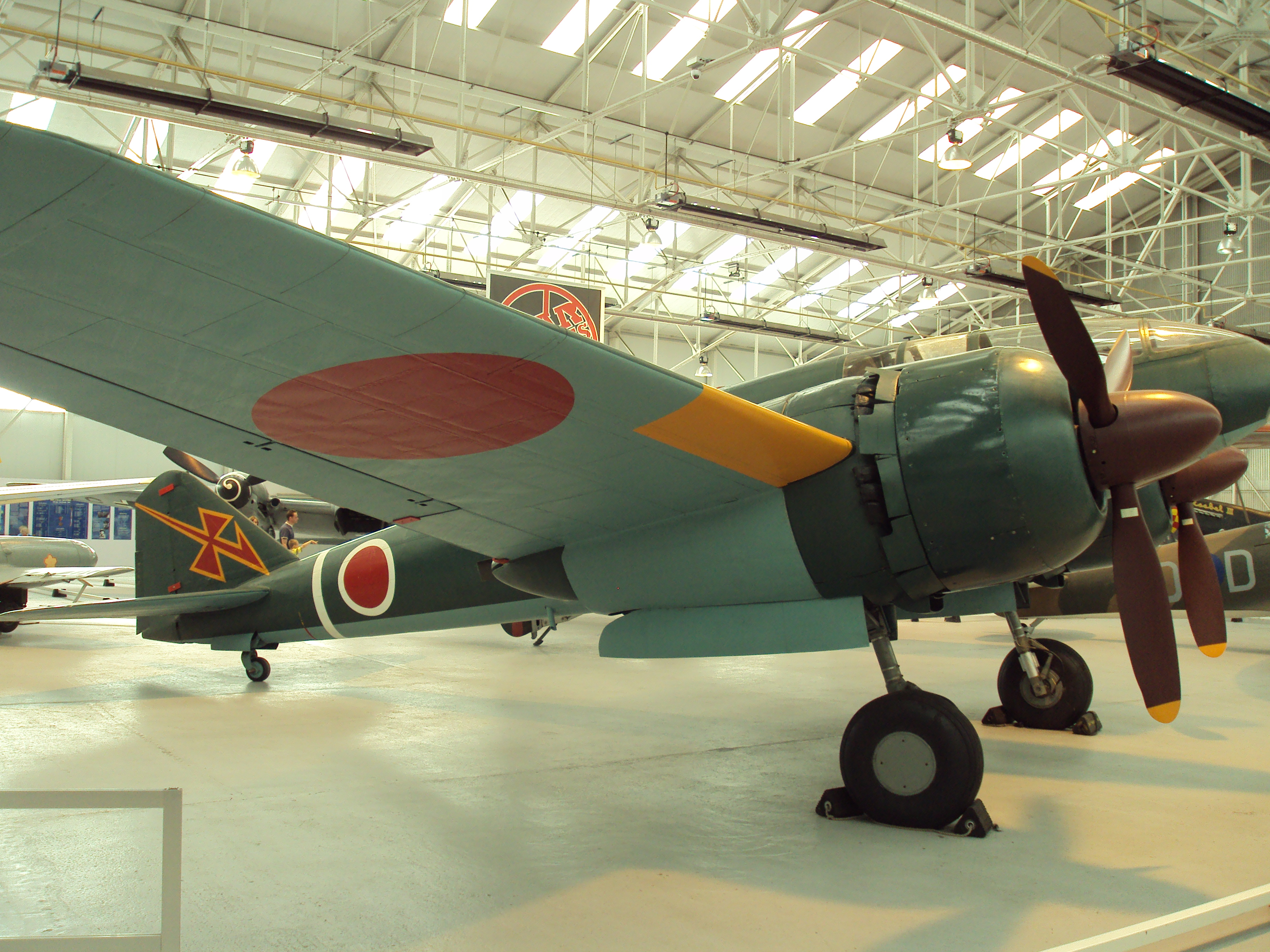
隊号「81」を図案化した飛行第81戦隊の一〇〇式司偵「新司偵」三型甲（キ46-III甲）
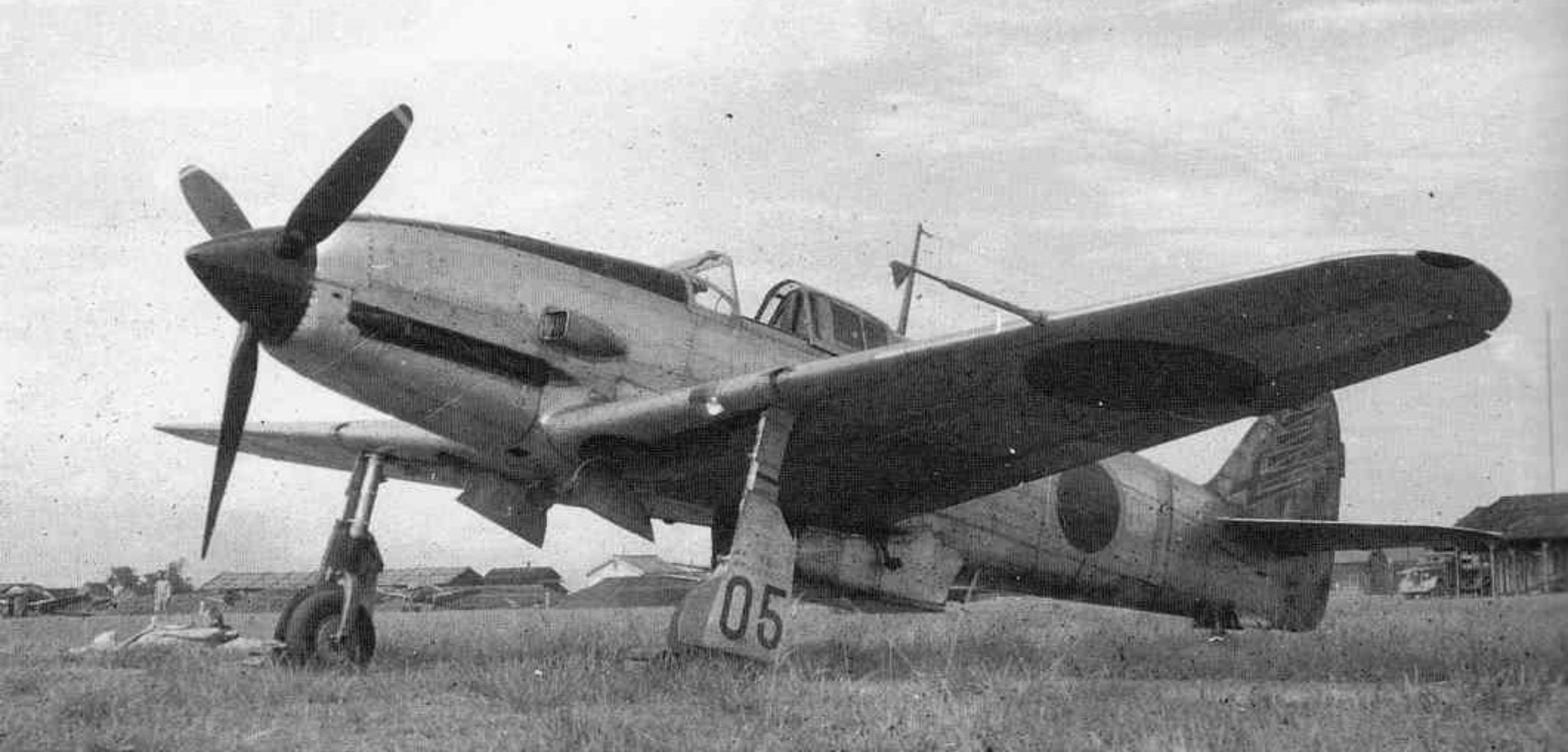
隊号「三七」を図案化した第37教育飛行隊の三式戦「飛燕」一型甲（キ61-I甲）
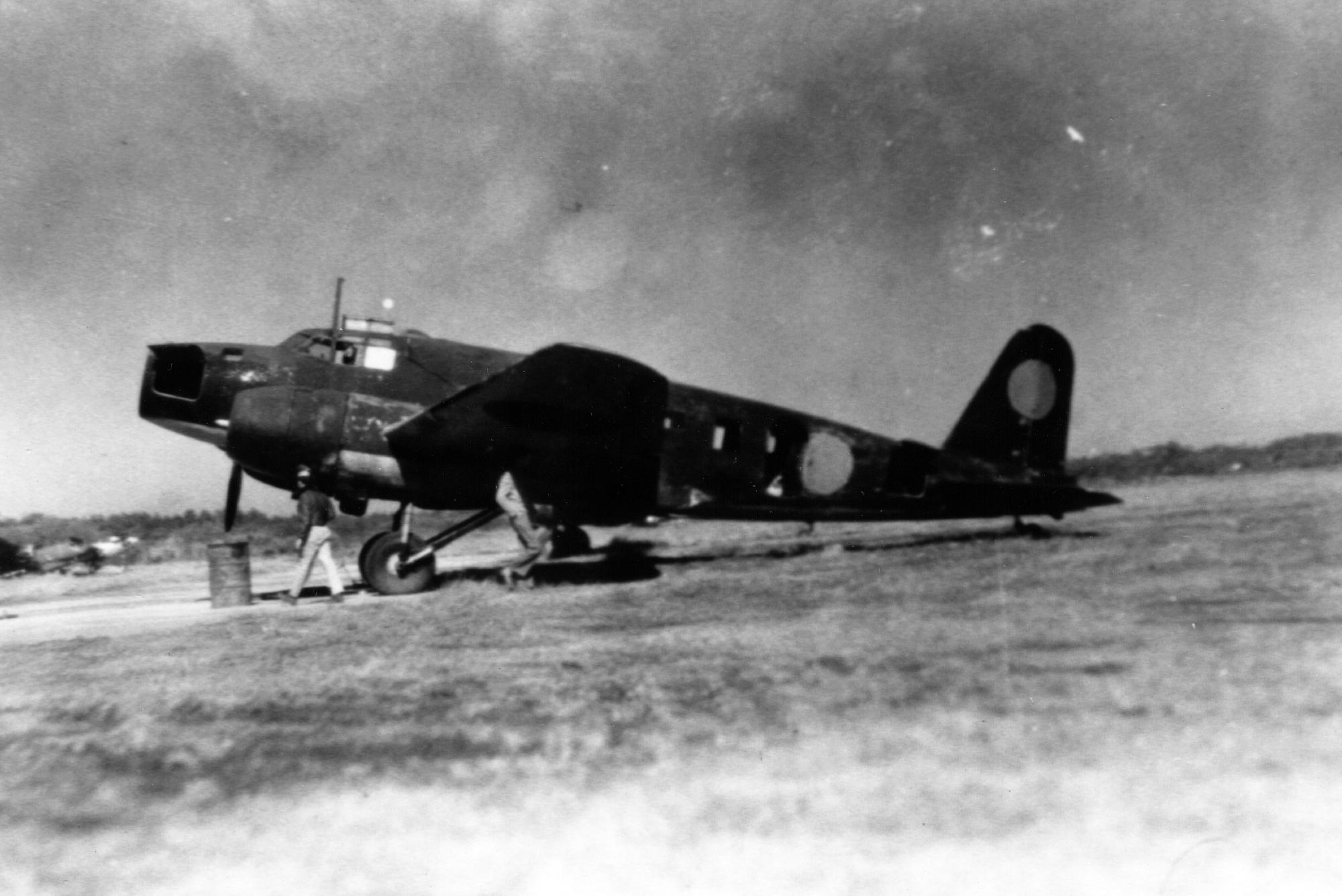
「日章」を描いた第1航空軍司令部飛行班の一〇〇輸二型（キ57-II）
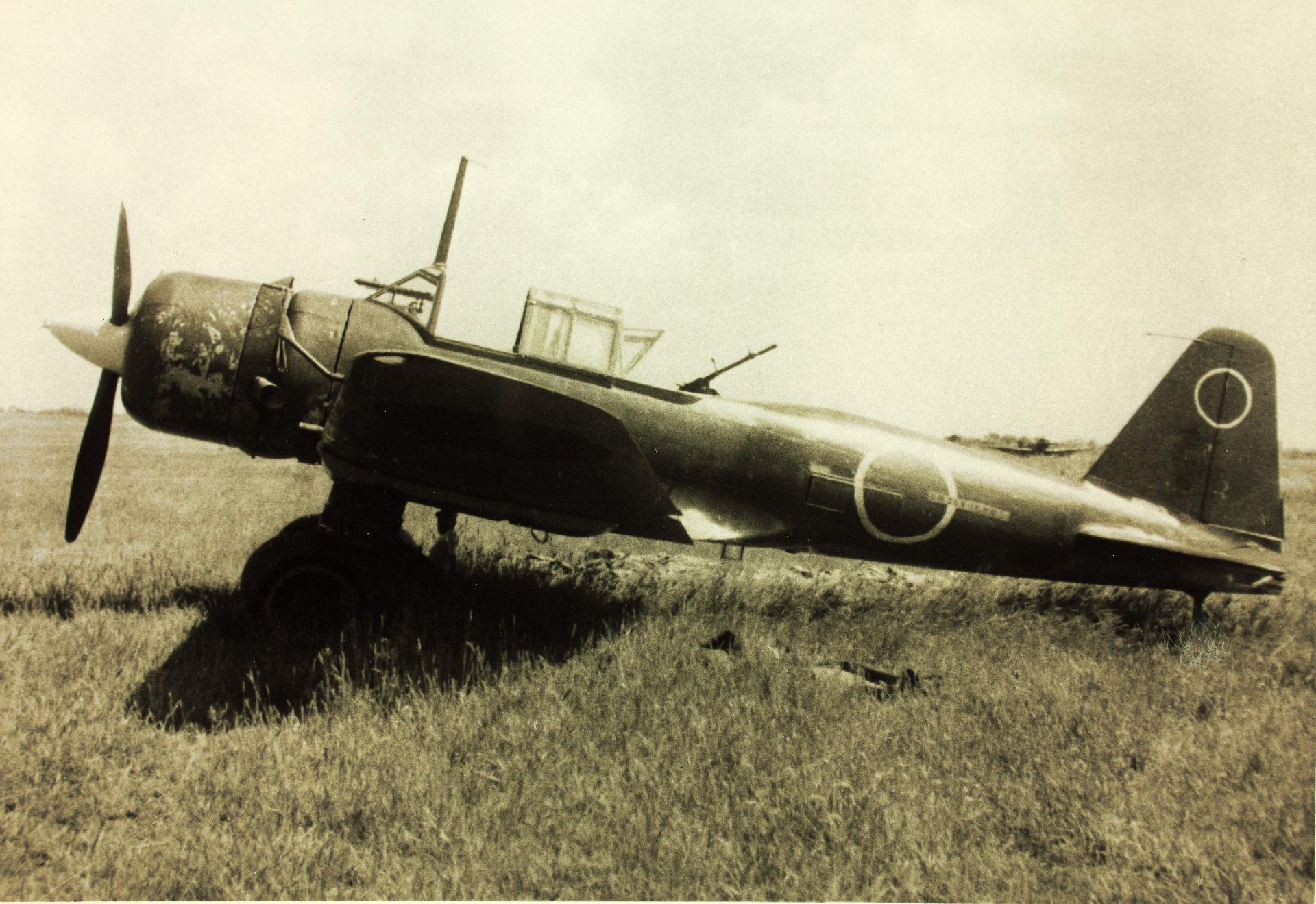
「日章」を描いた飛行第44戦隊の九九軍偵（キ51）
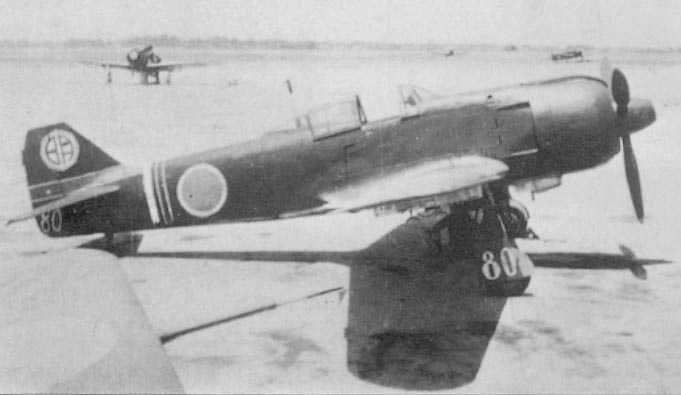
組織名「明」と「帯」を描いた飛行第111戦隊の五式戦一型（キ100-I）
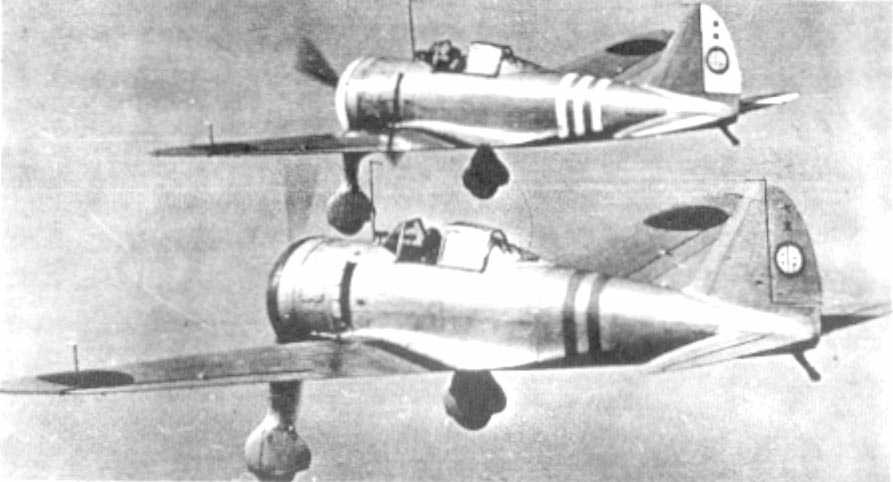
校名「明」を意匠化し描いた明野陸軍飛行学校の九七戦乙（キ27乙）
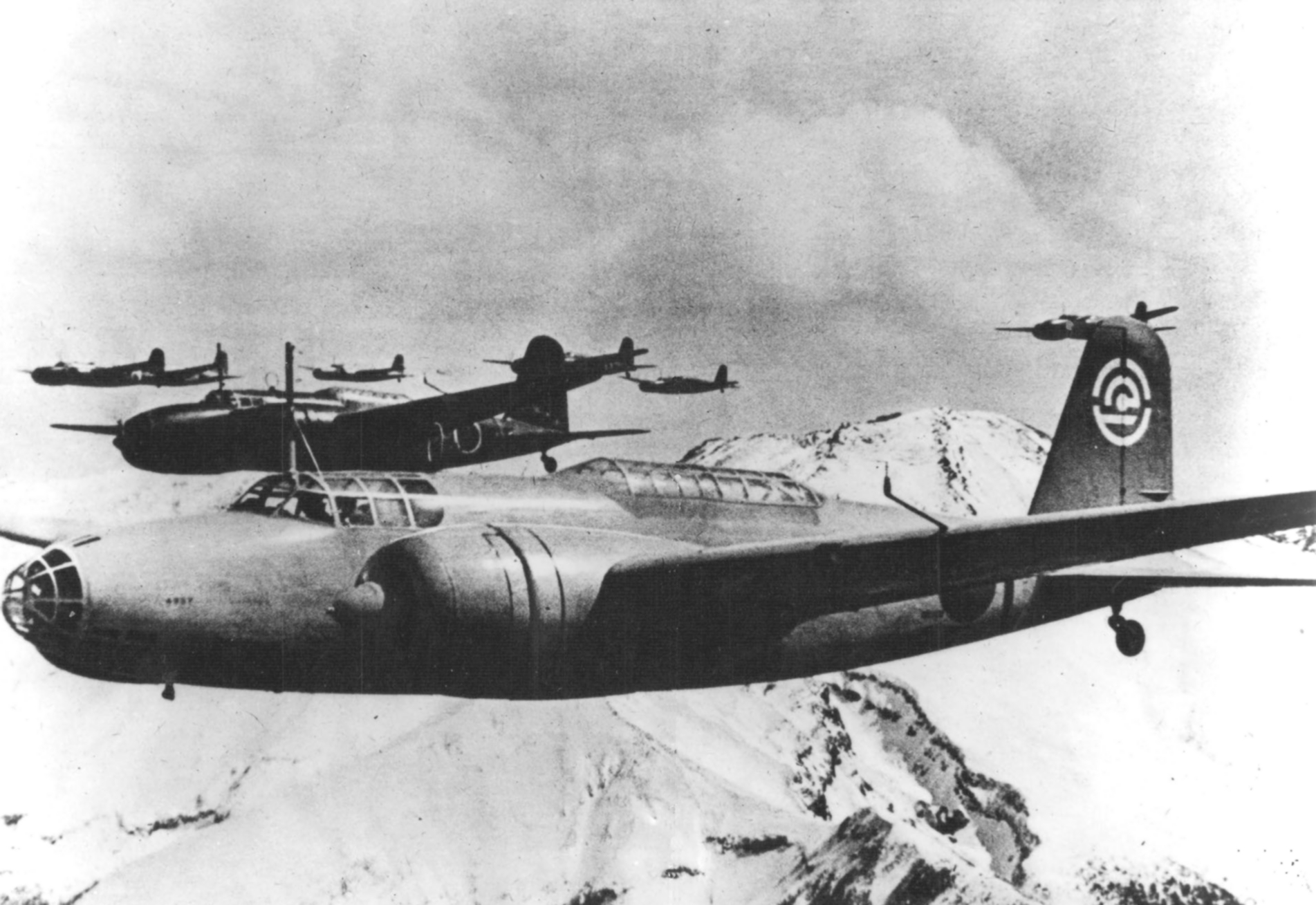
校名「ハマヒ（浜飛）」を意匠化し描いた浜松陸軍飛行学校の九七重爆二型甲（キ21-II甲）
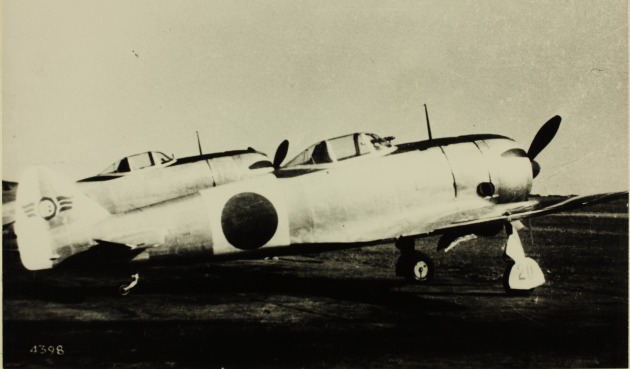
常陸教導飛行師団の二式戦「鍾馗」二型甲（キ44-II甲）
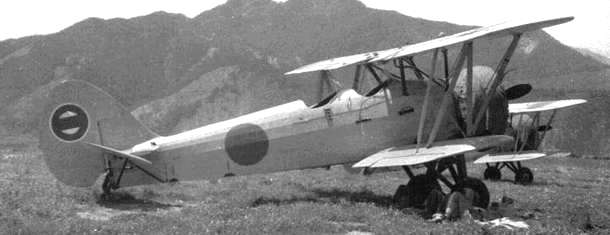
熊谷陸軍飛行学校の九五中練乙型（キ9乙）
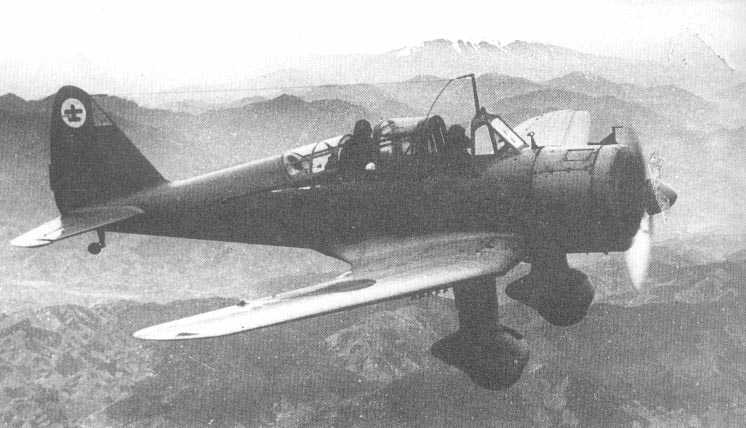
校名「士」を意匠化し描いた陸軍航空士官学校の九九式高練（キ55）
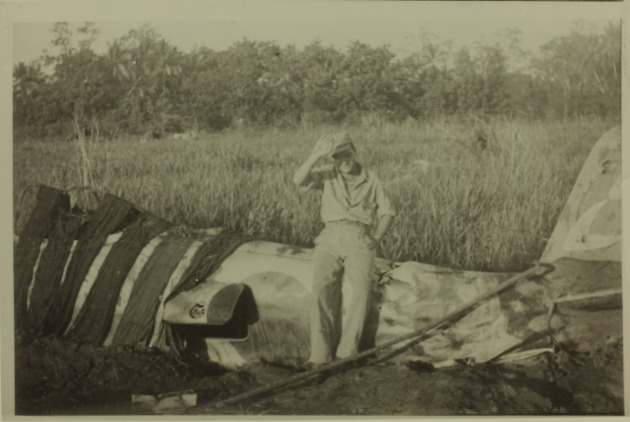
第248戦隊の一式戦二型（キ43-III）。垂直尾翼に描かれた複雑な部隊マークが一部見える
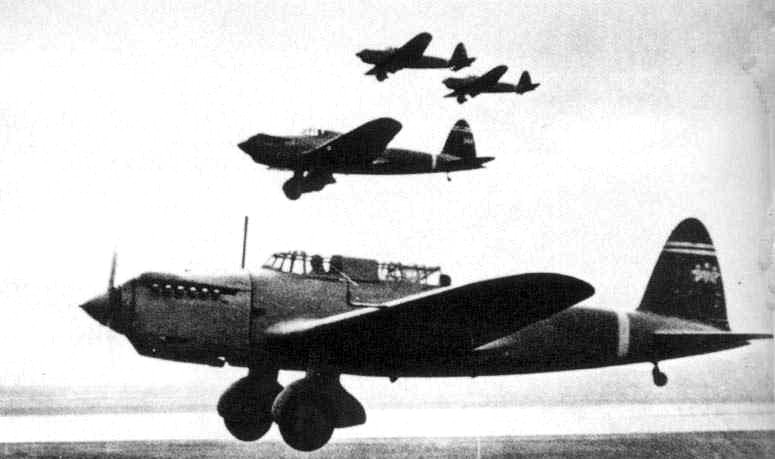
九八軽爆（キ32）
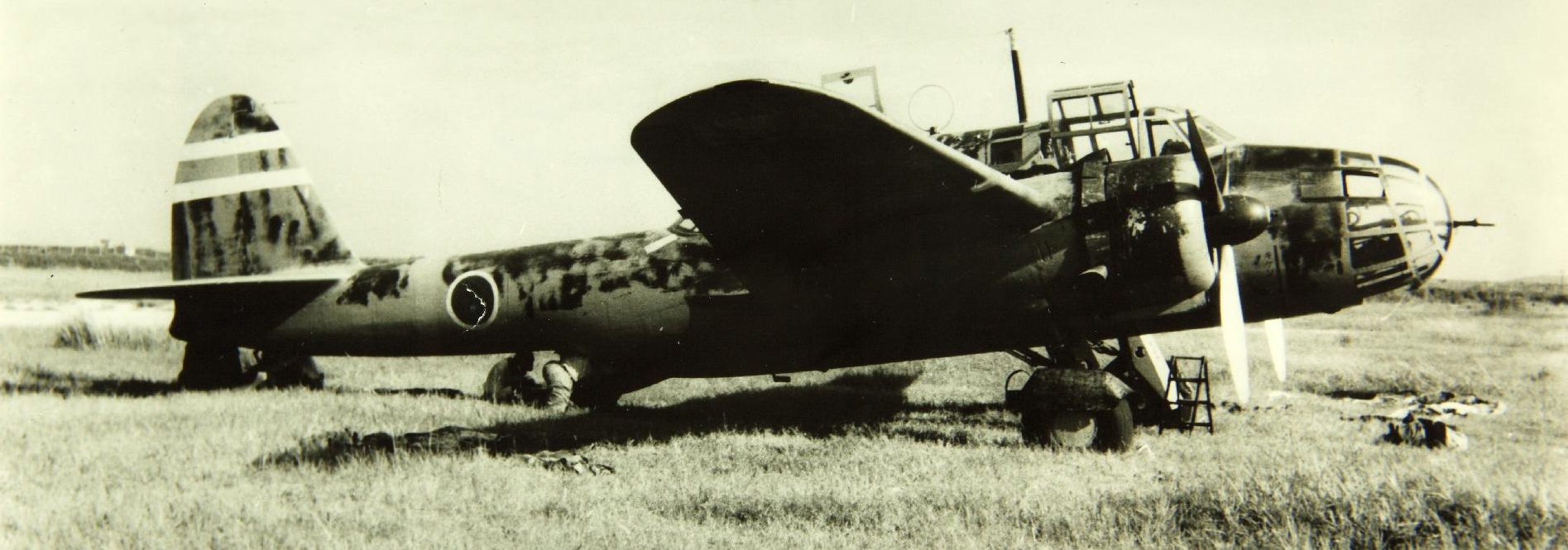
九九双軽二型（キ48-II）
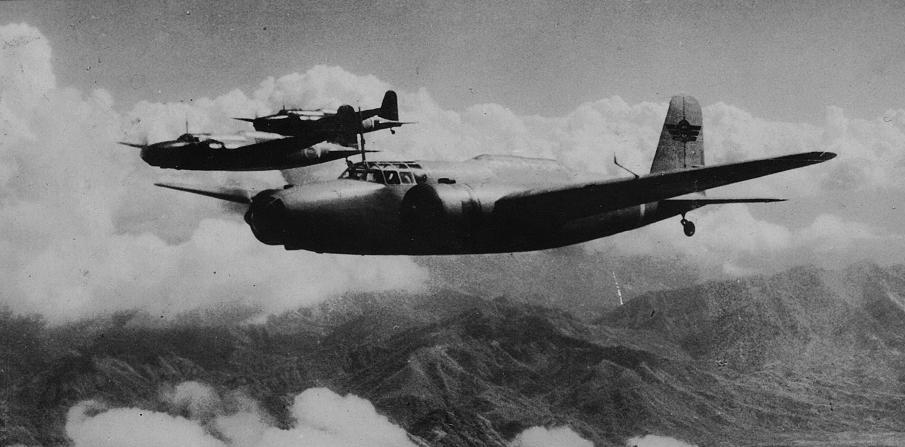
九七重爆二型甲（キ21-II甲）
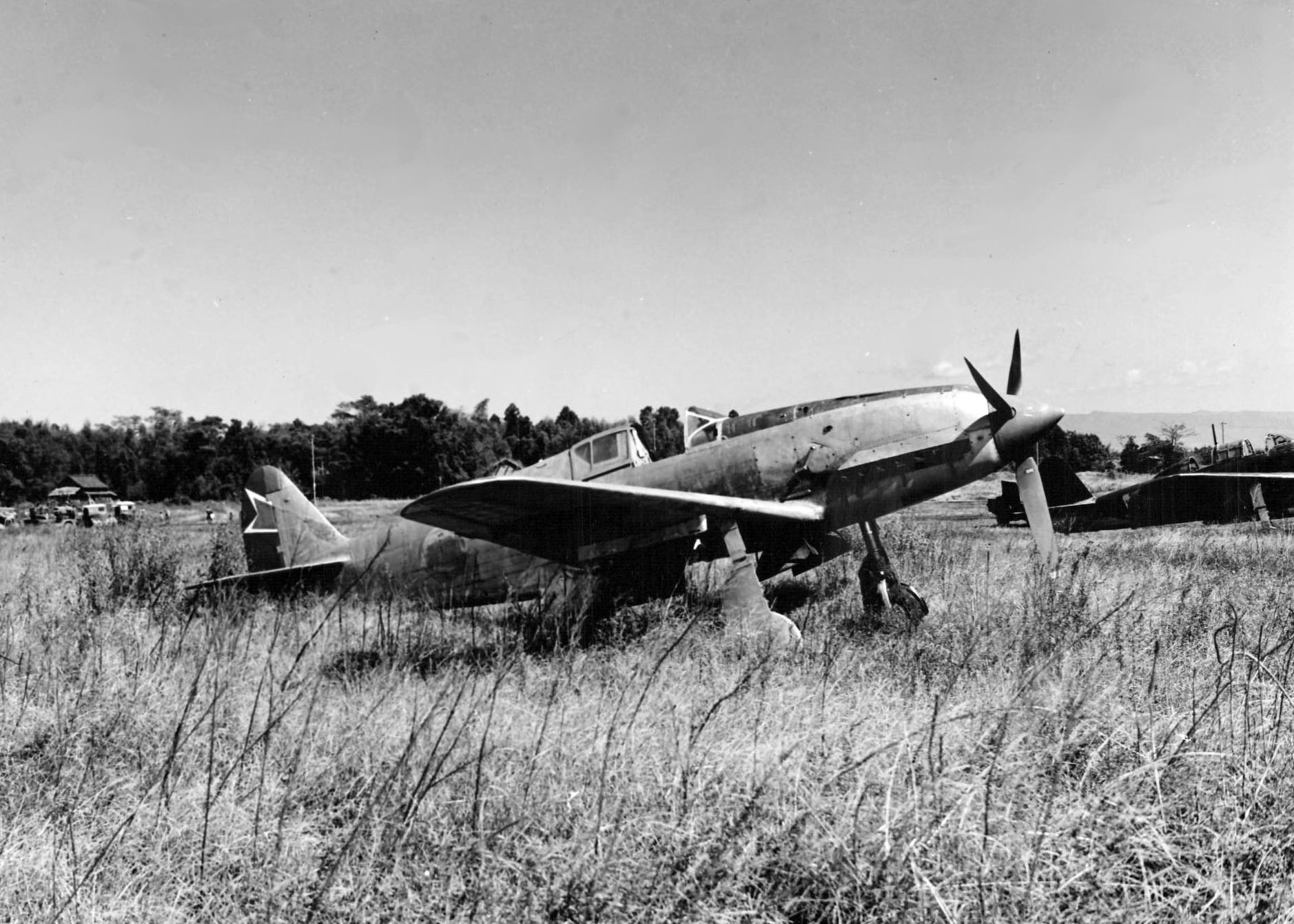
三式戦「飛燕」一型（キ61-I）
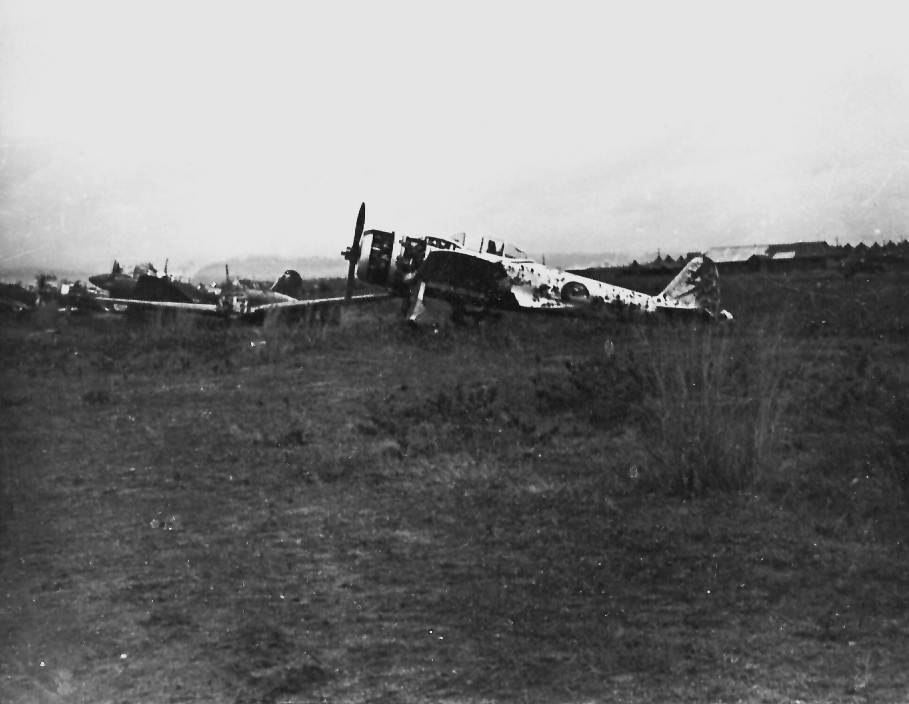
一式戦「隼」三型（キ43-III）
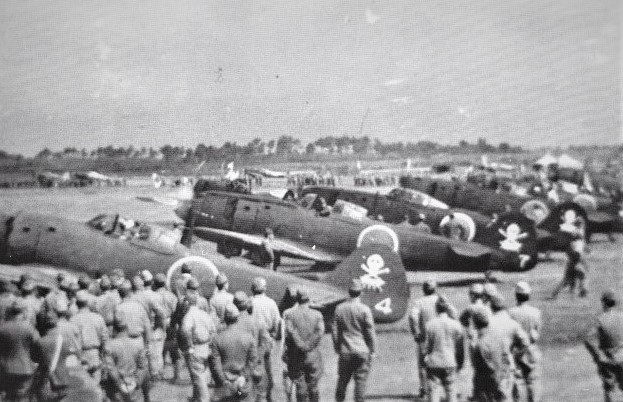
都城東飛行場における「釜茹髑髏」を描いた第58振武隊の四式戦「疾風」（キ84）

### 註
1. ↑  それまでは整備には工兵科、空中勤務者には歩兵科・騎兵科・砲兵科など様々な兵科からの出向者が携わっていた。
2. ↑  太平洋戦争初期まで2個中隊編制だった第59戦隊（戦闘）、第81戦隊（司偵）ほか、また戦闘機集中運用のために4個中隊編制となったフィリピン防衛戦従軍の第200戦隊（戦闘）など、必ずしも3個中隊編制でない戦隊も少なからず存在した。また、分遣隊として1個中隊を戦隊から一時的に切り離し遠隔地にて独立飛行中隊的な運用をされる戦隊も多々あった。
3. ↑  戦後に出版された多くの軍事関連書物などでは、大戦後期の飛行隊編成下の飛行戦隊について詳述してるにもかかわらず、本来は誤用の旧称である中隊（飛行中隊）と呼称をしている事が多くこれが浸透している。
4. ↑  1944年（昭和19年）2月に英海軍駆逐艦「パスファインダー」大破の戦果の第64戦隊、1943年12月に米海軍輸送船3隻命中弾の戦果の第68戦隊など。
5. ↑  陸軍最年少の24歳で第244戦隊長となった小林照彦大尉が有名。
6. ↑  陸士36期、陸軍士官学校校歌作詞者
7. ↑  飛行集団の長は集団長（飛行集団長）。
8. ↑  空中勤務者は教官・助教を、地上勤務者も飛校附を中心に機体は飛校機材を使用。
9. ↑  なお、第5航空軍は隷下に飛行師団を擁せず飛行団を直属している。
10. ↑  挺進連隊の部隊マーク「落下傘」を共用している。
11. ↑  飛行師団（飛行集団）・航空軍・航空総軍および、方面軍・総軍・防衛総司令部などの高級司令部が司令部人員の輸送や連絡に用いる航空機を運用。
12. ↑  官衙の中でも陸軍航空審査部飛行実験部（旧・飛行実験部実験隊）はマークを有さず、代わりに機体番号の数字を描いた。
13. ↑  穴吹智は「吹雪」・「君風」の愛称を付けている。
14. ↑  矢印自体は白で、縁をコバルトブルーとすることが多かった。
15. ↑  「虎は千里往って千里還る」の中国（独飛18中の駐屯地）の故事から。
16. ↑  部隊マークから連想された「タコ八」の愛称を持つ一方、その図案から「翼の生えた8」とも称される。
17. ↑  同特攻隊には、装備の四式戦「疾風」の機体後端から機首に至るまで側面全体に赤色の「矢印」を描き、さらに「必沈」の文字を記入した大変派手なパーソナルマークで知られる高埜徳伍長が操縦者として居た。